# Campionato mondiale di Formula 1 1980

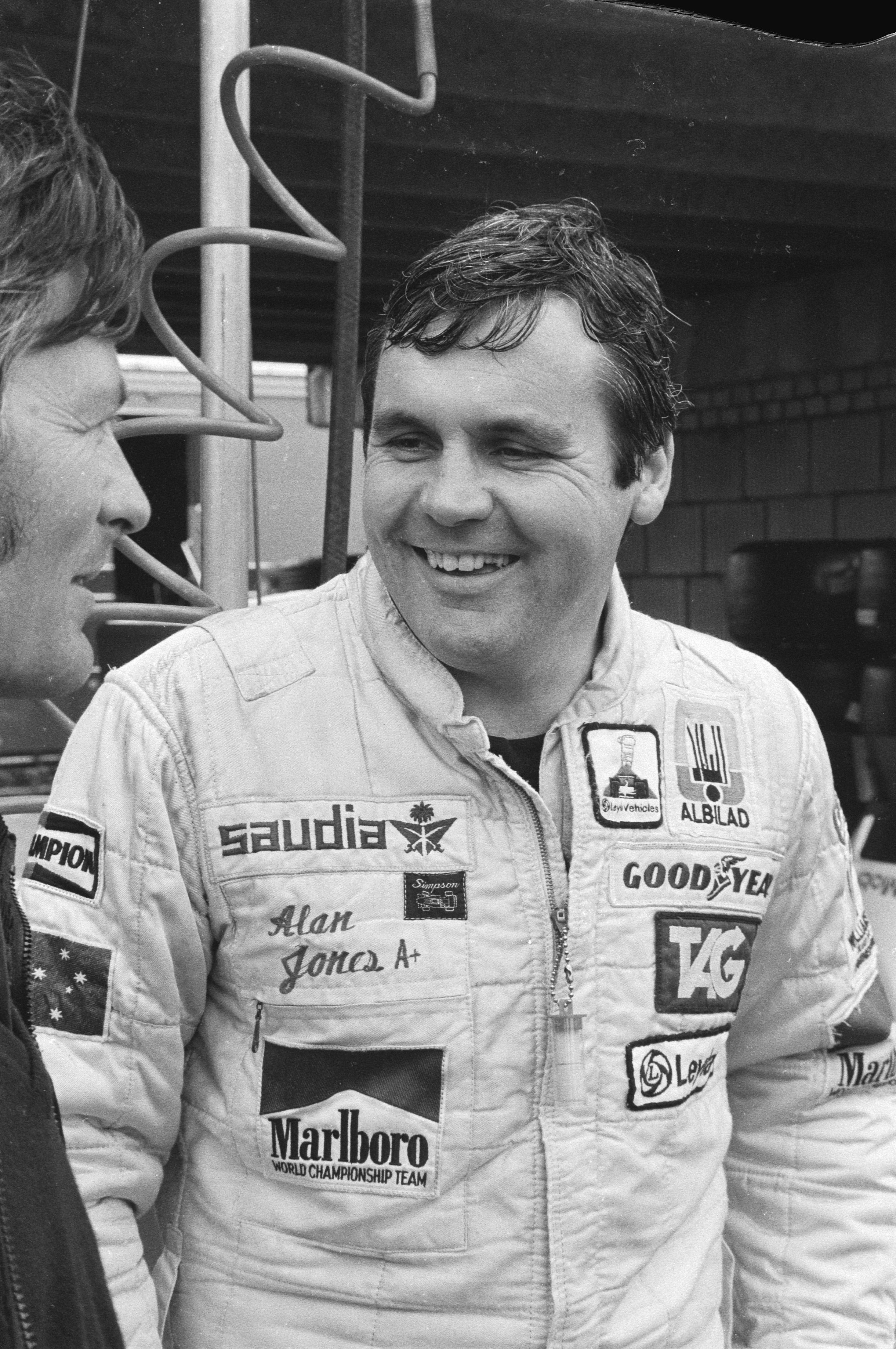
Alan Jones vince il suo unico titolo mondiale, primo australiano a riuscire nell'impresa dai tempi di Jack Brabham nel 1966.

Il campionato mondiale di Formula 1 1980 organizzato dalla FIA è stato, nella storia della categoria, il 31° ad assegnare il campionato piloti e il 23° ad assegnare il campionato costruttori. È iniziato il 13 gennaio e terminato il 5 ottobre, dopo 14 gare, una in meno della stagione precedente. Il titolo dei piloti è andato per la prima volta a Alan Jones e il titolo costruttori per la prima volta alla Williams-Ford Cosworth.

## La pre-stagione

### Il calendario
Il calendario prevedeva 16 gare, uno in più della stagione precedente. Il contrasto che si scatenò tra la FISA e la FOCA fece poi considerare non valido per il campionato il Gran Premio di Spagna, che era stato, rispetto al 1979, posticipato a giugno, dopo le gare di Montecarlo e Zolder.
Venne inoltre cancellato il Gran Premio di Las Vegas, che avrebbe dovuto concludere la stagione il 2 novembre. Delle tre gare da tenersi negli Stati Uniti d'America quella maggiormente in dubbio era, inizialmente, quella programmata a Watkins Glen, tanto che si era prospettato un anticipo al 19 ottobre della gara di Las Vegas.
Furono così considerati validi solo 14 gran premi, numero minimo dal 1975; mai, successivamente, una stagione di F1 ha avuto un numero così ridotto di gran premi validi per il mondiale.
Bernie Ecclestone propose di spostare il Gran Premio d'Italia dalla tradizionale data di settembre a metà giugno, ma senza successo, così come, inizialmente il Gran Premio degli USA-Est venne previsto per il 13 aprile, due settimane dopo il Gran Premio di Long Beach, prima di essere riportato alla sua collocazione abituale, in autunno. Il Gran Premio di Germania venne posticipato al 10 agosto per evitare la concomitanza con le Olimpiadi di Mosca.
| Gara | Nome ufficiale del gran premio         | Circuito                                   | Sede                      | Data         | Ora    | Ora   | Ora   | Diretta TV              |
| Gara | Nome ufficiale del gran premio         | Circuito                                   | Sede                      | Data         | Locale | UTC   | ITA   | Diretta TV              |
| ---- | -------------------------------------- | ------------------------------------------ | ------------------------- | ------------ | ------ | ----- | ----- | ----------------------- |
| 1    | Gran Premio de la Republica Argentina  | Autódromo Municipal Ciudad de Buenos Aires | Buenos Aires              | 13 gennaio   | 13:00  | 16:00 | 17:00 | Rete 2                  |
| 2    | Grande Prêmio do Brasil                | Circuito di Interlagos                     | San Paolo                 | 27 gennaio   | 13:00  | 16:00 | 17:00 | Rete 2                  |
| 3    | Nashua South African Grand Prix        | Circuito di Kyalami                        | Midrand                   | 1º marzo     | 14:15  | 12:15 | 13:15 | Rete 1                  |
| 4    | Toyota United States Grand Prix West   | Circuito di Long Beach                     | Long Beach                | 30 marzo     | 14:00  | 22:00 | 23:00 | Rete 1                  |
| 5    | Grote Prijs van Belgie                 | Circuito Terlaemen di Zolder               | Heusden-Zolder            | 4 maggio     | 15:00  | 13:00 | 15:00 | Rete 2                  |
| 6    | Grand Prix Automobile de Monaco        | Circuito di Monte Carlo                    | Monaco                    | 18 maggio    | 15:30  | 13:30 | 15:30 | Rete 2 / Telemontecarlo |
| 7    | Grand Prix de France                   | Circuito Paul Ricard                       | Le Castellet              | 29 giugno    | 15:00  | 13:00 | 15:00 | Rete 2                  |
| 8    | Marlboro British Grand Prix            | Circuito di Brands Hatch                   | West Kingsdown            | 13 luglio    | 15:00  | 13:00 | 15:00 | Rete 2                  |
| 9    | Großer Preis von Deutschland           | Hockenheimring                             | Hockenheim                | 10 agosto    | 14:00  | 12:00 | 14:00 | Rete 2                  |
| 10   | Großer Preis von Österreich            | Österreichring                             | Spielberg bei Knittelfeld | 17 agosto    | 15:00  | 13:00 | 15:00 | Rete 2                  |
| 11   | Grote Prijs van Nederland              | Zandvoort Park                             | Zandvoort                 | 31 agosto    | 15:00  | 13:00 | 15:00 | Rete 2                  |
| 12   | Gran Premio d'Italia                   | Autodromo Dino Ferrari                     | Imola                     | 14 settembre | 15:00  | 13:00 | 15:00 | Rete 2                  |
| 13   | Grand Prix Labatt du Canada            | Circuit de l'île Notre-Dame                | Montréal                  | 28 settembre | 14:15  | 18:15 | 19:15 | Rete 2                  |
| 14   | Toyota Grand Prix of the United States | Watkins Glen International                 | Watkins Glen              | 5 ottobre    | 14:05  | 18:05 | 19:05 | Rete 2*                 |

(*) - Gran premio trasmesso solo in differita

### Accordi e fornitori
A parte Ferrari, Alfa Romeo e Renault, che costruivano in proprio sia il telaio che il motore delle loro monoposto, tutti gli altri costruttori si affidarono al motore Ford Cosworth DFV; anche la Brabham, che aveva utilizzato un propulsore dell'Alfa Romeo tra il 1975 e il Gran Premio d'Italia 1979, era passata al Cosworth dal Gran Premio del Canada 1979.
A livello di fornitura degli pneumatici la francese Michelin mantenne come clienti la Ferrari e la Renault, mentre tutte le altre scuderie vennero rifornite dalla statunitense Goodyear. Si prospettò l'ipotesi che la Pirelli potesse rientrare nella massima formula, fornendo le coperture all'esordiente Osella, ma tale opportunità non si concretizzò. La Goodyear annunciò che però non avrebbe fornito pneumatici da qualifica alle sue scuderie.
A fine 1979 rinacque la Grand Prix Drivers' Association, il sindacato che riuniva i piloti di Formula 1. L'associazione ebbe come primo presidente Jody Scheckter, e pose subito delle questioni in merito alla sicurezza dei tracciati e ai meccanismi di sanzione dei comportamenti dei piloti.

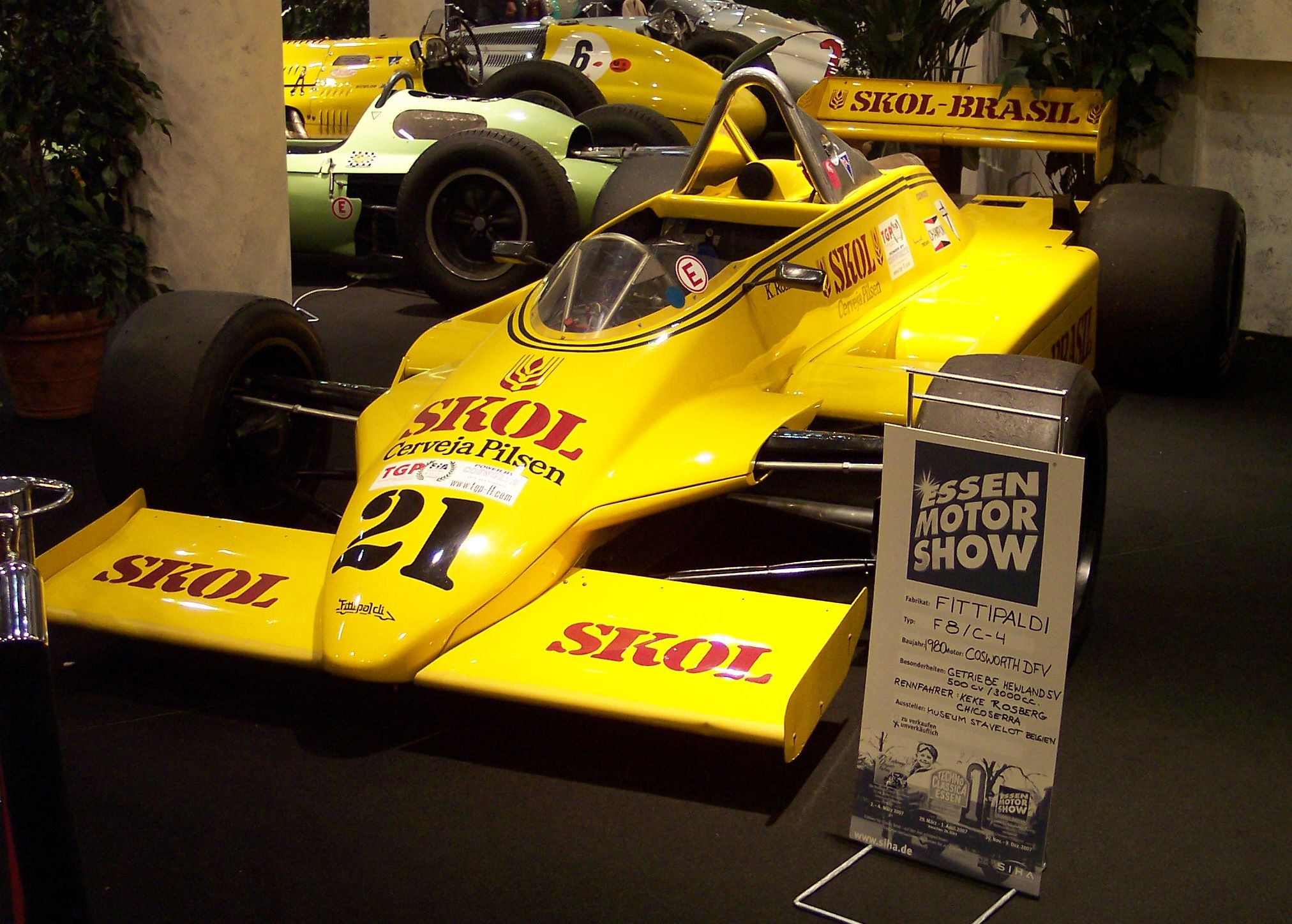
La Fittipaldi F8 di Keke Rosberg col nuovo sponsor Skol.

Il consorzio brasiliano di produttori di zucchero Copersucar abbandonò la sponsorizzazione della Fittipaldi al termine della stagione 1979. La Fittipaldi trovò una nuova sponsorizzazione biennale da 5 milioni di dollari nell'azienda danese, produttrice di birra, Skol.
L'Alfa Romeo ottenne invece l'appoggio della Marlboro; le vetture della casa milanese vennero dipinte coi colori bianco e rosso, con una livrea simile a quella adottata dalla McLaren, altra scuderia già appoggiata dalla marca di sigarette. La Lotus perse l'appoggio della Martini ma ottenne la sponsorizzazione da parte della casa petrolifera Essex. L'Osella venne invece sostenuta dal profumo Denim e dai Monopoli di Stato, tramite il marchio di sigarette MS. L'Unipart, azienda inglese specializzata in ricambi per auto, sostenne invece l'Ensign.

## Scuderie e piloti

### Scuderie
La Fittipaldi, che da questa stagione correva senza la denominazione Copersucar, acquistò il materiale e assunse il personale della Wolf, che abbandonò così la Formula 1. La scuderia anglocanadese era entrata nel 1976, assorbendo la Frank Williams Racing Cars e ottenendo in 4 stagioni tre vittorie, una pole e tre giri veloci. Alla Fittipaldi giunsero dalla Wolf anche il tecnico Harvey Postlethwaite e il direttore sportivo Peter Warr. La scuderia brasiliana spostò la sua sede operativa nel Regno Unito.
Abbandonarono il mondiale anche la Rebaque (che nel corso del 1979 aveva utilizzato una Lotus 79 oltre che una vettura costruita in proprio, e pur in presenza di un'opzione per l'utilizzo di vetture Lotus fino al 1981) e la Merzario. Quest'ultima aveva saltato le prime quattro gare della stagione, corse al di fuori d'Europa, ed aveva anche effettuato una preiscrizione per il Gran Premio del Belgio, alla quale non aveva fatto seguito però la sua presenza.
Vi fu un tentativo della scuderia italiana Jolly Club di acquistare delle Brabham BT48 su cui montare dei propulsori Alfa Romeo, che però non andò a buon fine.

Eddie Cheever rientrò nel mondiale di F1 portando all'esordio l'Osella.

Entrò invece nel mondiale una nuova scuderia italiana, l'Osella Corse. La casa piemontese aveva una certa esperienza sia con le vetture sport sia con le vetture a ruote scoperte. Nel 1979, in Formula 2, il suo pilota Eddie Cheever aveva vinto tre gare e aveva sfiorato il titolo piloti su una vettura costruita in proprio a motore BMW.
Poco prima del Gran Premio del Belgio l'uomo d'affari del Sud Est asiatico Teddy Yip, già coinvolto nel 1978 nel mondiale di F1, decise di acquistare la Shadow e di fonderla con la sua scuderia, la Theodore Racing. La Shadow, a causa dei risultati deludenti, decise di abbandonare definitivamente il mondiale di F1 prima del Gran Premio di Gran Bretagna. La casa anglo-americana aveva preso il via in 104 gran premi iridati, dall'esordio avvenuto nel Gran Premio del Sudafrica 1973. Aveva vinto con Alan Jones il Gran Premio d'Austria 1977, aveva ottenuto tre pole position, due giri veloci e sette podi.
Nello stesso gran premio però fece il suo ritorno la RAM (che aveva partecipato a qualche gran premio tra il 1976 e il 1977) e si presentò la Brands Hatch Racing (fu anche l'unica presenza per questa scuderia). Entrambe scuderie private britanniche utilizzavano una Williams FW07.

### Piloti
La Scuderia Ferrari confermò la coppia che aveva conquistato i primi due posti della classifica piloti del 1979: Jody Scheckter e Gilles Villeneuve. Alla Williams, a far coppia con il dominatore della seconda parte della stagione precedente, Alan Jones, arrivò dalla Lotus l'argentino Carlos Reutemann, che così sostituì per la seconda volta Clay Regazzoni (l'altra volta era capitato alla Ferrari nel 1977). Per liberarsi dal contratto con il team di Colin Chapman l'argentino versò 800.000 dollari. Alla Lotus venne ingaggiato Elio De Angelis, in arrivo dalla Shadow, che fece coppia con Mario Andretti. La partenza di De Angelis portò a un contenzioso legale con la Shadow.
Anche l'altro pilota della Shadow, l'olandese Jan Lammers, abbandonò la scuderia e passò all'ATS, ove fece coppia con lo svizzero Marc Surer, che nel 1979 aveva corso gli ultimi gran premi stagionali con l'Ensign.
La Shadow si affidò allo svedese Stefan Johansson, esordiente in F1, e all'irlandese Dave Kennedy, che aveva partecipato nel 1979 alla Formula Aurora con una Wolf della Theodore Racing. Inizialmente, al posto di Johansson, si era prospettato l'ingaggio di Beppe Gabbiani.

Alain Prost, qui ritratto nel GP di Imola, esordì nel mondiale di F1 con la McLaren.

Jackie Stewart declinò l'offerta fattagli dalla Brabham di rientrare come pilota nella stagione 1980. Il pilota scozzese si era ritirato dalle competizioni al termine della stagione 1973. La scuderia confermò la coppia con cui aveva concluso la stagione 1979: i sudamericani Nelson Piquet e Ricardo Zunino, mentre, alla Ligier, Patrick Depailler venne sostituito da un altro pilota francese, Didier Pironi, proveniente dalla Tyrrell. Quest'ultima confermò Derek Daly, che aveva già corso alcuni gran premi nel 1979, assieme a Jean-Pierre Jarier.
Sia Regazzoni che Depailler trovarono però un altro ingaggio: il ticinese ritornò alla Ensign, con cui aveva corso già nel 1977, mentre Depailler passò all'Alfa Romeo, dove venne confermato Bruno Giacomelli. Inizialmente le condizioni fisiche di Depailler però erano ancora considerate incerte, tanto che si prospettò l'utilizzo di Patrick Tambay, almeno per i primi due gran premi stagionali. La casa milanese annunciò anche l'impiego di una terza vettura, nei gran premi corsi in Europa, affidata a Vittorio Brambilla. Keke Rosberg, dopo l'acquisto del materiale della Wolf da parte della Fittipaldi, venne confermato da quest'ultima.
Il campione europeo della F3, il francese Alain Prost, trovò una sistemazione in McLaren assieme a John Watson, proprio al posto di Tambay. L'Osella, all'esordio nella massima formula, iscrisse Eddie Cheever, pilota statunitense, con già una piccola esperienza in F1, nel 1978, con Theodore e Hesketh. All'Osella venne anche avvicinato l'ingaggio di Beppe Gabbiani e di Piercarlo Ghinzani.
Come per il 1979 la FISA indicò una lista di piloti ai quali aveva concesso la Superlicenza. Oltre a quelli iscritti dalla FOCA al campionato, erano 32 i corridori che avrebbero potuto essere utilizzati in sostituzione o in aggiunta a quelli già presenti nel mondiale. Alla lista si suppose che potevano essere aggiunti anche i piloti che nel 1979 avevano corso in F1 e che per il 1980 era rimasti senza volante.
Dalla gara di Kyalami, la Shadow sostituì Stefan Johansson (impegnato nella F3 inglese con una March ufficiale) con il britannico Geoff Lees. Venne anche prospettato l'utilizzo di Michel Leclère o Ian Scheckter per sostituire Dave Kennedy, che però rimase al suo posto. Lees aveva già disputato il Gran Premio di Germania 1979, a bordo di una Tyrrell, ed era stato inizialmente indicato dall'Ensign come pilota titolare, da affiancare a Clay Regazzoni, nei gran premi europei.
A marzo il pilota statunitense Rick Mears concluse un accordo con la Brabham per disputare quattro gran premi con la casa britannica, che avrebbe così schierato una terza monoposto, accanto a quelle affidate a Nelson Piquet e Ricardo Zunino. Il debutto sarebbe dovuto avvenire nella gara di Long Beach. L'iscrizione di Mears venne però rifiutata dagli organizzatori, non essendo stata inviata in tempo, con un anticipo di tre mesi rispetto alla data della gara, come previsto dalle norme internazionali. La McLaren decise di sostituire Alain Prost, infortunatosi nelle prove del Gran Premio del Sudafrica, con l'inglese Stephen South, all'esordio nel mondiale. South aveva vinto nel 1977 il campionato britannico di F3. Inizialmente la McLaren aveva indicato come pilota Hans-Joachim Stuck. L'altro pilota infortunatosi nella gara precedente, lo svizzero Marc Surer dell'ATS, non venne invece sostituito: la scuderia tedesca presentò una sola vettura, affidata a Jan Lammers, che però affrontò la gara col numero 9 e non il 10, utilizzato fino a quel momento.
Dopo l'incidente di Long Beach Clay Regazzoni venne sostituito all'Ensign dal pilota inglese, esordiente, Tiff Needell. Anche Geoff Lees, che correva con la Shadow, e il neozelandese Mike Thackwell vennero avvicinati all'ingaggio, ma quest'ultimo, che sarebbe diventato così il più giovane esordiente nella storia del mondiale, decise di proseguire il suo impegno in Formula 2. Alain Prost tornò sulla McLaren al posto di Stephen South, mentre l'ATS continuò a schierare il solo Jan Lammers. L'Alfa Romeo non confermò la partecipazione di Vittorio Brambilla, mantenendo così solo due vetture in griglia.
Dal Gran Premio di Francia il pilota elvetico Marc Surer tornò al volante dell'unica ATS, dopo l'incidente nelle prove del Gran Premio del Sudafrica, che lo aveva costretto ad interrompere la stagione. L'olandese Jan Lammers, impiegato fino a quel momento dalla scuderia tedesca, passò all'Ensign, ove prese il posto di Patrick Gaillard, impiegato solo nel Gran Premio di Spagna, poi invalidato. L'Alfa Romeo, dopo aver inviato in Spagna anche Vittorio Brambilla, per il gran premio francese confermò l'impiego dei soli Patrick Depailler e Bruno Giacomelli.
Col Gran Premio di Brands Hatch il messicano Héctor Rebaque tornò in Formula 1 sostituendo Ricardo Zunino alla Brabham. Zunino non era riuscito a saldare il milione e mezzo di dollari che Bernie Ecclestone aveva chiesto per garantirgli un volante fino al termine della stagione. Il patron della Brabham s'impegnò comunque a cercare un volante per l'argentino in qualche altra scuderia. La RAM, che aveva già preso parte al Gran Premio di Spagna con Emilio de Villota, portò Rupert Keegan, pilota locale che aveva già disputato 18 gran premi tra il 1977 e il 1978 con Hesketh e Surtees. La Brands Hatch Racing iscrisse invece la sudafricana Desiré Wilson. La Wilson, che aveva già partecipato con una vettura di Formula Aurora alla Race of Champions 1979, era la prima donna a tornare nel mondiale di F1 dai tempi di Divina Galica, che aveva partecipato, senza qualificarsi, ai primi due gran premi della stagione 1978.

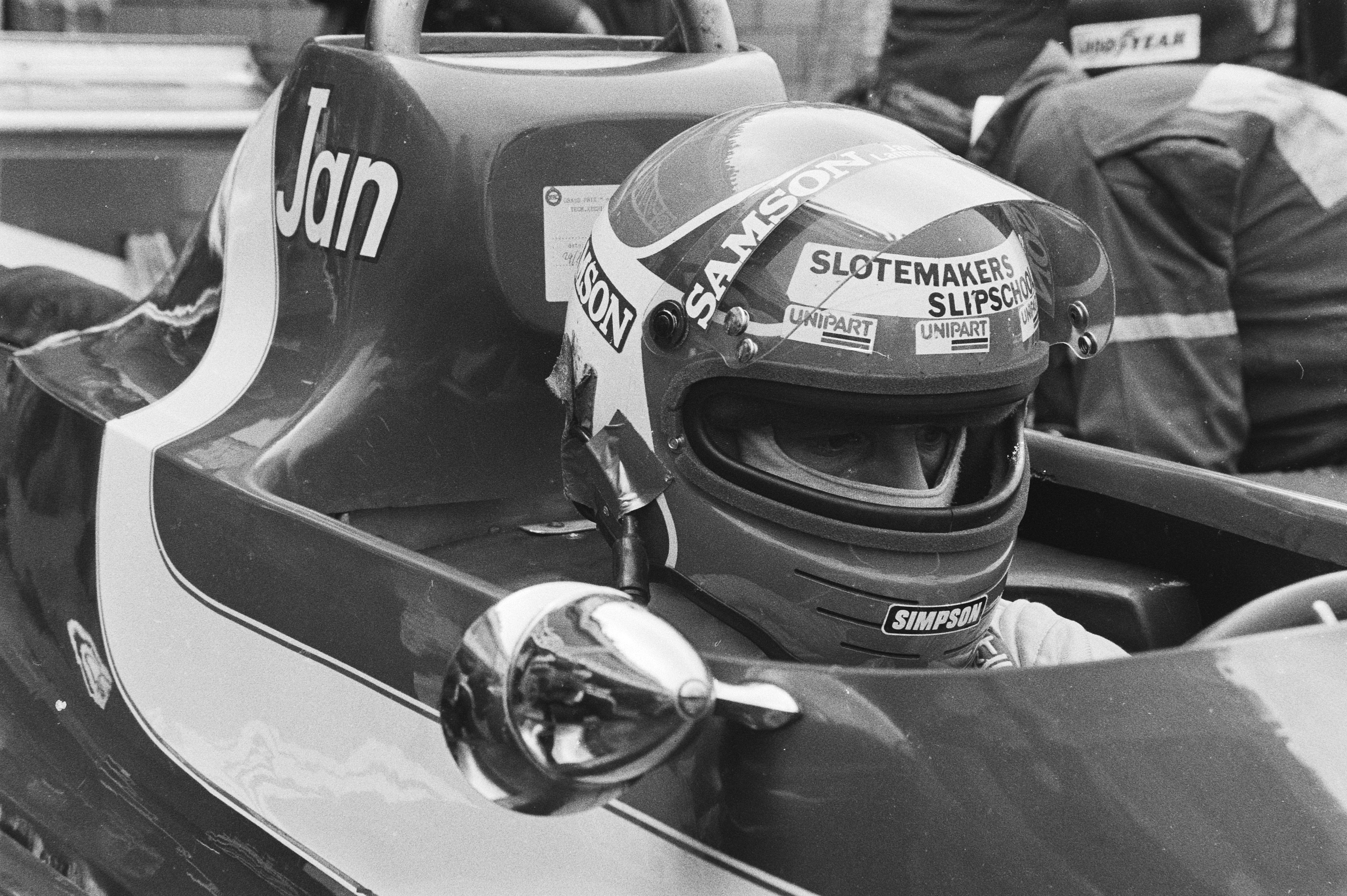
Jan Lammers, dopo la prima parte di stagione, quando venne impiegato dall'ATS passò all'Ensign.

Il 1º agosto, nel corso di prove sul circuito di Hockenheim, in preparazione del Gran Premio di Germania, perse la vita il pilota francese Patrick Depailler. Il pilota dell'Alfa Romeo perse il controllo della sua vettura presso la Ost-Kurve ad altissima velocità: estratto dai rottami della sua monoposto in gravissime condizioni, morì nel corso del trasporto in elicottero verso la Clinica Universitaria di Heidelberg. Secondo il comunicato medico Depailler era deceduto per una frattura cranica e per numerose emorragie interne. Sulla pista non vennero trovati segni di frenata. L'Alfa decise di non sostituire il francese perciò schierò una sola vettura anche se Bruno Giacomelli e Vittorio Brambilla vennero lasciati di liberi di decidere se partecipare al gran premio o meno. Depailler, che avrebbe compiuto 36 anni il 9 agosto, il giorno prima del gran premio di Germania, aveva corso 95 gran premi iridati, vincendo in due occasioni, ottenendo una pole position, quattro giri veloci e 141 punti.
La scuderia di casa del gran premio tedesco, l'ATS, schierò una seconda vettura per l'austriaco Harald Ertl che tornava nel circus dopo due stagioni, dai tempi del Gran Premio d'Italia 1978. Non si ripresentò invece la Brands Hatch Racing.
Dal Gran Premio d'Austria la Lotus affidò una terza vettura a un pilota inglese esordiente, Nigel Mansell, collaudatore del team, e impegnato in quel periodo in Formula 2. Il team inglese aveva già comunicato l'intenzione di schierare tre vetture nel Gran Premio d'Italia, ma anticipò la scelta. L'ATS non schierò invece una seconda vettura per Harald Ertl, come fatto nella precedente gara in Germania. L'Alfa Romeo iscrisse invece Vittorio Brambilla, per colmare il vuoto lasciato dalla scomparsa di Patrick Depailler, ma il pilota monzese non effettuò nemmeno le prove.
Brambilla finalmente ebbe a disposizione un'Alfa Romeo nel successivo GP d'Olanda, mentre, sempre in Olanda, il britannico Geoff Lees venne iscritto con una seconda Ensign. Lees, in stagione, già in 5 occasioni era stato presente a un gran premio, ma con la Shadow. Inizialmente la scuderia britannica aveva iscritto Kevin Cogan. Brambilla, invece, mancava dal Gran Premio degli Stati Uniti d'America-Est 1979, in cui non si era qualificato.
Jochen Mass, dopo aver saltato i due ultimi gran premi per i postumi dell'incidente nelle prove del Gran Premio d'Austria, non fu in grado di partecipare nemmeno alla gara di Imola. La sua scuderia, l'Arrows, lo sostituì in questo caso col pilota tedesco Manfred Winkelhock, esordiente nel mondiale di F1, e impegnato nel corso della stagione in Formula 2. L'Ensign confermò ancora Geoff Lees preferendolo a Kevin Cogan, mentre l'Alfa Romeo non portò una terza vettura per Andrea De Cesaris, che era stato fatto testare la vettura nei giorni precedenti la gara al Balocco.
L'Arrows, nel caso Jochen Mass non fosse stato ancora in grado di riprendere il suo volante, aveva comunicato l'intenzione di schierare negli ultimi due gran premi stagionali il pilota britannico Derek Warwick, proveniente dalla Formula 2. Mass fu comunque in grado di partecipare alle due gare.
L'Alfa Romeo, dal Gran Premio del Canada sostituì Vittorio Brambilla con l'esordiente Andrea De Cesaris. Brambilla lasciava così la F1 dopo 74 gran premi iridati, in cui aveva ottenuto una vittoria (nel Gran Premio d'Austria 1975 con la March), l'unica per un pilota italiano tra il Gran Premio d'Italia 1966 e quello di Monaco 1982. Brambilla affermò di sentirsi deluso dalle nuove monoposto ad effetto suolo, che sminuivano il ruolo del pilota. Il pilota monzese avrebbe comunque continuato il suo lavoro di collaudatore per l'Alfa. De Cesaris proveniva invece dalla Formula 2, ove era quarto in classifica. Proprio per partecipare all'ultima gara di questo campionato Nigel Mansell, della Lotus, non partecipò alla gara canadese; la casa inglese non lo sostituì e schierò così solo due vetture.
La Tyrrell, come già annunciato, schierò una terza vettura per il giovane neozelandese Mike Thackwell, che aveva tentato, senza successo, di qualificarsi per il Gran Premio d'Olanda con l'Arrows. La RAM, oltre a Rupert Keegan, iscrisse anche il pilota statunitense Kevin Cogan, all'esordio nel mondiale di F1. Cogan, nelle settimane precedenti, era stato spesso avvicinato all'ingaggio con l'Ensign. L'Ensign portò il solo Jan Lammers.
Per l'ultima gara, al Glen, Geoff Lees, pilota britannico in stagione già impegnato con Shadow e Ensign, venne ingaggiato dalla RAM, al posto di Kevin Cogan. Jean-Pierre Jabouille, protagonista di un brutto incidente nel corso del GP del Canada, era ancora convalescente, tanto che restò per dieci giorni all'Ospedale Regina Vittoria di Montréal, e non prese parte a questa gara. La Renault non lo sostituì, anche se inizialmente venne prospettato Patrick Tambay quale possibile pilota da affiancare ad Arnoux.

### Tabella riassuntiva
I seguenti piloti e costruttori presero parte al campionato del mondo di Formula 1 nella stagione 1980.
| Team                                                | Costruttore | Telai      | Motore                  | Gomme | No         | Piloti                |
| --------------------------------------------------- | ----------- | ---------- | ----------------------- | ----- | ---------- | --------------------- |
| Scuderia Ferrari SpA SEFAC                          | Ferrari     | 312T5      | Ferrari 015 F12 3.0     | M     | 1          | Jody Scheckter        |
| Scuderia Ferrari SpA SEFAC                          | Ferrari     | 312T5      | Ferrari 015 F12 3.0     | M     | 2          | Gilles Villeneuve     |
| Candy Team Tyrrell                                  | Tyrrell     | 009 010    | Cosworth DFV V8 3.0     | G     | 3          | Jean-Pierre Jarier    |
| Candy Team Tyrrell                                  | Tyrrell     | 009 010    | Cosworth DFV V8 3.0     | G     | 4          | Derek Daly            |
| Candy Team Tyrrell                                  | Tyrrell     | 009 010    | Cosworth DFV V8 3.0     | G     | 43         | Mike Thackwell        |
| Parmalat Racing Team                                | Brabham     | BT49       | Cosworth DFV V8 3.0     | G     | 5          | Nelson Piquet         |
| Parmalat Racing Team                                | Brabham     | BT49       | Cosworth DFV V8 3.0     | G     | 6          | Ricardo Zunino        |
| Parmalat Racing Team                                | Brabham     | BT49       | Cosworth DFV V8 3.0     | G     | 6          | Héctor Rebaque        |
| Parmalat Racing Team                                | Brabham     | BT49       | Cosworth DFV V8 3.0     | G     | Rick Mears |                       |
| Marlboro Team McLaren                               | McLaren     | M29 M30    | Cosworth DFV V8 3.0     | G     | 7          | John Watson           |
| Marlboro Team McLaren                               | McLaren     | M29 M30    | Cosworth DFV V8 3.0     | G     | 8          | Alain Prost           |
| Marlboro Team McLaren                               | McLaren     | M29 M30    | Cosworth DFV V8 3.0     | G     | 8          | Stephen South         |
| Team ATS                                            | ATS         | D3 D4      | Cosworth DFV V8 3.0     | G     | 9          | Marc Surer            |
| Team ATS                                            | ATS         | D3 D4      | Cosworth DFV V8 3.0     | G     | 9          | Jan Lammers           |
| Team ATS                                            | ATS         | D3 D4      | Cosworth DFV V8 3.0     | G     | 10         | Jan Lammers           |
| Team ATS                                            | ATS         | D3 D4      | Cosworth DFV V8 3.0     | G     | 10         | Harald Ertl           |
| Team Essex Lotus                                    | Lotus       | 80 81 81B  | Cosworth DFV V8 3.0     | G     | 11         | Mario Andretti        |
| Team Essex Lotus                                    | Lotus       | 80 81 81B  | Cosworth DFV V8 3.0     | G     | 12         | Elio De Angelis       |
| Team Essex Lotus                                    | Lotus       | 80 81 81B  | Cosworth DFV V8 3.0     | G     | 43         | Nigel Mansell         |
| Unipart Racing Team                                 | Ensign      | MN180      | Cosworth DFV V8 3.0     | G     | 14         | Clay Regazzoni        |
| Unipart Racing Team                                 | Ensign      | MN180      | Cosworth DFV V8 3.0     | G     | 14         | Tiff Needell          |
| Unipart Racing Team                                 | Ensign      | MN180      | Cosworth DFV V8 3.0     | G     | 14         | Jan Lammers           |
| Unipart Racing Team                                 | Ensign      | MN180      | Cosworth DFV V8 3.0     | G     | 41         | Geoff Lees            |
| Équipe Renault Elf                                  | Renault     | RE20       | Renault EF1 V6t 1.5     | M     | 15         | Jean-Pierre Jabouille |
| Équipe Renault Elf                                  | Renault     | RE20       | Renault EF1 V6t 1.5     | M     | 16         | René Arnoux           |
| Shadow Cars Theodore Shadow                         | Shadow      | DN11 DN12  | Cosworth DFV V8 3.0     | G     | 17         | Stefan Johansson      |
| Shadow Cars Theodore Shadow                         | Shadow      | DN11 DN12  | Cosworth DFV V8 3.0     | G     | 17         | Geoff Lees            |
| Shadow Cars Theodore Shadow                         | Shadow      | DN11 DN12  | Cosworth DFV V8 3.0     | G     | 18         | Dave Kennedy          |
| Skol Fittipaldi Team                                | Fittipaldi  | F7 F8      | Cosworth DFV V8 3.0     | G     | 20         | Emerson Fittipaldi    |
| Skol Fittipaldi Team                                | Fittipaldi  | F7 F8      | Cosworth DFV V8 3.0     | G     | 21         | Keke Rosberg          |
| Marlboro Team Alfa Romeo                            | Alfa Romeo  | 179        | Alfa Romeo 1260 V12 3.0 | G     | 22         | Patrick Depailler     |
| Marlboro Team Alfa Romeo                            | Alfa Romeo  | 179        | Alfa Romeo 1260 V12 3.0 | G     | 22         | Vittorio Brambilla    |
| Marlboro Team Alfa Romeo                            | Alfa Romeo  | 179        | Alfa Romeo 1260 V12 3.0 | G     | 22         | Andrea De Cesaris     |
| Marlboro Team Alfa Romeo                            | Alfa Romeo  | 179        | Alfa Romeo 1260 V12 3.0 | G     | 23         | Bruno Giacomelli      |
| Team Merzario                                       | Merzario    | M1         | Cosworth DFV V8 3.0     | G     | 24         | Arturo Merzario       |
| Équipe Ligier Gitanes                               | Ligier      | JS11/15    | Cosworth DFV V8 3.0     | G     | 25         | Didier Pironi         |
| Équipe Ligier Gitanes                               | Ligier      | JS11/15    | Cosworth DFV V8 3.0     | G     | 26         | Jacques Laffite       |
| Albilad Williams Racing Team                        | Williams    | FW07 FW07B | Cosworth DFV V8 3.0     | G     | 27         | Alan Jones            |
| Albilad Williams Racing Team                        | Williams    | FW07 FW07B | Cosworth DFV V8 3.0     | G     | 28         | Carlos Reutemann      |
| Warsteiner Arrows Racing Team                       | Arrows      | A3         | Cosworth DFV V8 3.0     | G     | 29         | Riccardo Patrese      |
| Warsteiner Arrows Racing Team                       | Arrows      | A3         | Cosworth DFV V8 3.0     | G     | 30         | Jochen Mass           |
| Warsteiner Arrows Racing Team                       | Arrows      | A3         | Cosworth DFV V8 3.0     | G     | 30         | Mike Thackwell        |
| Warsteiner Arrows Racing Team                       | Arrows      | A3         | Cosworth DFV V8 3.0     | G     | 30         | Manfred Winkelhock    |
| Osella Squadra Corse                                | Osella      | FA1        | Cosworth DFV V8 3.0     | G     | 31         | Eddie Cheever         |
| Brands Hatch Racing                                 | Williams    | FW07       | Cosworth DFV V8 3.0     | G     | 43         | Desiré Wilson         |
| RAM Penthouse Rizla Racing RAM Rainbow Jeans Racing | Williams    | FW07 FW07B | Cosworth DFV V8 3.0     | G     | 50         | Rupert Keegan         |
| RAM Penthouse Rizla Racing RAM Rainbow Jeans Racing | Williams    | FW07 FW07B | Cosworth DFV V8 3.0     | G     | 51         | Kevin Cogan           |
| RAM Penthouse Rizla Racing RAM Rainbow Jeans Racing | Williams    | FW07 FW07B | Cosworth DFV V8 3.0     | G     | 51         | Geoff Lees            |

## Circuiti e gare

Bernie Ecclestone e Carlos Reutemann ispezionano l'asfalto del tracciato di Buenos Aires. Le condizioni della pista furono criticate dai piloti.

In una conferenza stampa tenuta a Monza, durante il weekend del Gran Premio d'Italia 1979, dal presidente della FISA Jean-Marie Balestre, anche a nome della FOCA, venne annunciato che tutti i gran premi svolti nel 1979 erano stati confermati anche per il 1980, e che la Federazione aveva accettato le richieste provenienti dal Messico e da Las Vegas per la tenuta di due nuovi gran premi. Successivamente la gara in Messico, inizialmente indicata per il 13 aprile, venne cancellata per problemi col tracciato, e rinviata al 1981. Stessa sorte toccò alla gara di Las Vegas. Secondo la FOCA sarebbe stato troppo lungo il tempo, oltre un mese, che le scuderie avrebbe dovuto passare in Nord America, per i gran premi di Canada, Watkins Glen e Las Vegas. Inoltre non vi erano sicurezze in merito all'approntamento del tracciato nei termini previsti. Non erano previste prove in sostituzione delle gare annullate.
Anche il Gran Premio di Svezia, dopo essere stato cancellato nel 1979 per problemi finanziari, non venne riproposto per il 1980, sempre per lo stesso motivo. Gli organizzatori del Circuito di Zolder confermarono che anche per il 1980 il Gran Premio del Belgio si sarebbe tenuto sul loro tracciato e non sul Circuito di Spa-Francorchamps.
Il Gran Premio del Brasile avrebbe dovuto svolgersi sul Circuito di Jacarepaguá ma il sindaco di Rio de Janeiro lamentò l'eccessiva spesa sostenuta per l'organizzazione della gara. Ciò mise in dubbio l'esistenza del gran premio stesso, oltre che la sua sede. Bernie Ecclestone ricordò infatti come ben cinque piste fossero pronte a entrare nel calendario iridato. A questo andava aggiunto anche il divieto imposto dalle autorità brasiliane, a seguito della crisi petrolifera, di disputare gare automobilistiche nel Paese.
Successivamente la Confederação Brasileira de Automobilismo (CBA) confermò che il divieto riguardava solo le gare nazionali e che la gara si sarebbe effettuata sul tracciato di Interlagos, anche se i piloti criticarono la scelta a causa della scarsa sicurezza del tracciato, tanto da minacciare di non corrervi. La cancellazione della gara in Brasile avrebbe provocato però anche la cancellazione del Gran Premio d'Argentina, per ragioni finanziarie. Tra l'altro anche il Circuito di Buenos Aires era criticato dai piloti per la situazione del suo manto stradale.
Anche il Watkins Glen International, sede del Gran Premio degli Stati Uniti d'America-Est, non era considerato dai piloti come un tracciato sicuro; la iniziale presenza nel calendario iridato di una nuova gara a Las Vegas aveva fortemente messo in pericolo la tappa al Glen. A questi dubbi se ne aggiunsero altri per la mancanza dei fondi necessari a effettuare le opere richieste per ammodernare il tracciato. Ad agosto venne confermata la tenuta del gran premio: gli organizzatori avevano reperito la cifra necessaria. A settembre però l'inviato della FISA all'ispezione del tracciato dubitò che le condizioni della pista potessero essere adeguate alle esigenze della Formula 1 entro il 5 ottobre, giorno previsto per la gara. Il 9 settembre però la FISA confermò la data. Vi furono comunque delle polemiche in quanto i lavori effettuati non sembrarono sufficienti.
Nella solita alternanza fra circuiti, il Gran Premio di Gran Bretagna si spostò sul Circuito di Brands Hatch, mentre quello di Francia tornò sul Paul Ricard. Il Circuito di Zandvoort, che ospitava il Gran Premio d'Olanda, subì delle modifiche, dopo le polemiche seguite all'inefficacia dimostrata in gara dalle chicane temporanea realizzata nel 1979 con un intervento sulla seconda curva Hondenvlak (i piloti affrontavano la chicane quasi "a tavoletta", anziché rallentare). Venne realizzata la Chicane Marlboro al posto delle due curve Hondenvlak, un velocissimo sinistra-destra da affrontare ad acceleratore completamente aperto che aveva da tempo destato preoccupazioni per la sicurezza da parte degli organizzatori del Campionato mondiale di Formula 1. La lunghezza del circuito passò così a 4.252 metri.

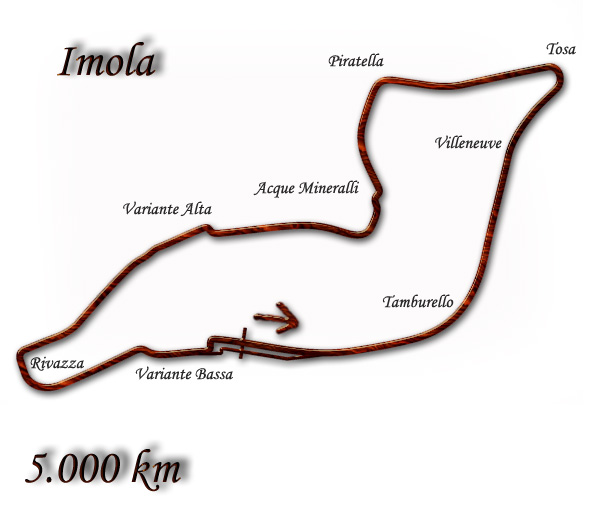
Il Circuito di Imola ospitò per la prima volta una gara valida per il campionato mondiale di Formula 1.

Il Race Promoters' Trophy, il premio per il gran premio meglio organizzato in stagione, andò per il secondo anno consecutivo al Gran Premio d'Italia. In questa occasione però non si svolse nella tradizionale sede del Circuito di Monza ma a Imola, sul circuito all'epoca dedicato al solo Dino Ferrari. La gara italiana era stata ospitata, prima dell'istituzione del campionato mondiale, anche sui circuiti di Montichiari (nel 1921, prima edizione), poi sul Circuito di Montenero di Livorno (1937) e, nel secondo dopoguerra, anche a Milano (1947) e Torino (1948). Dal 1949 era rimasto in sede fissa a Monza.
Il tracciato di Imola aveva già ospitato due gran premi di Formula 1, non validi però per il mondiale. Il primo il 21 aprile 1963, denominato Gran Premio d'Imola, e vinto da Jim Clark su Lotus-Climax; il secondo il 16 settembre 1979, il Gran Premio Dino Ferrari, che aveva visto il successo di Niki Lauda su Brabham-Alfa Romeo.
Imola avrebbe dovuto ospitare già nel 1979 la gara, in base a un accordo, firmato il 26 ottobre 1978, tra l'Automobile Club di Bologna e Bernie Ecclestone, capo della FOCA, per la disputa di un Gran Premio sul circuito, per tre stagioni. L'annuncio venne criticato dall'ACI, che si considerava l'unico soggetto intitolato per chiudere un tale accordo, così come dalla Commissione Sportiva Internazionale, unico ente predisposto per l'omologazione dei circuiti. Ecclestone giustificò la scelta, che avrebbe eliminato il Circuito di Monza dal calendario, non essendo previsti due Gran Premi in Italia, con la scarsa qualità delle strutture del tracciato brianzolo e dalla mancata progettazione dei lavori richiesti.
Dopo una lunga diatriba, che vedeva da un lato l'Automobile Club Italiano e dall'altro Bernie Ecclestone, il 13 aprile 1979 vi fu un accordo per tenere il Gran Premio d'Italia 1979 a Monza e svolgere una gara fuori campionato a Imola, che a sua volta, avrebbe ospitato il Gran Premio nazionale nel 1980. In agosto venne raggiunto l'accordo definitivo tra la FOCA e gli organizzatori di Imola per lo svolgimento del Gran Premio non valido per il campionato, da tenersi la settimana successiva a quello d'Italia.
Per attrezzare il circuito in maniera adeguata vennero spesi 2 miliardi e mezzo di lire: vennero rifatti interamente i box e la palazzina dei servizi. Vennero sistemati più di 20.000 pneumatici come barriera di protezione. Il circuito poteva ospitare 28.000 spettatori seduti nelle tribune, più altri 90.000 in piedi, sui prati lungo la pista. La pista era lunga esattamente 5 chilometri, comprendeva 9 curve a destra e 12 a sinistra, e andava affrontata in senso antiorario. La somma delle parti in rettilineo arrivava a 3.450 metri.

## Modifiche al regolamento

### Regolamento tecnico

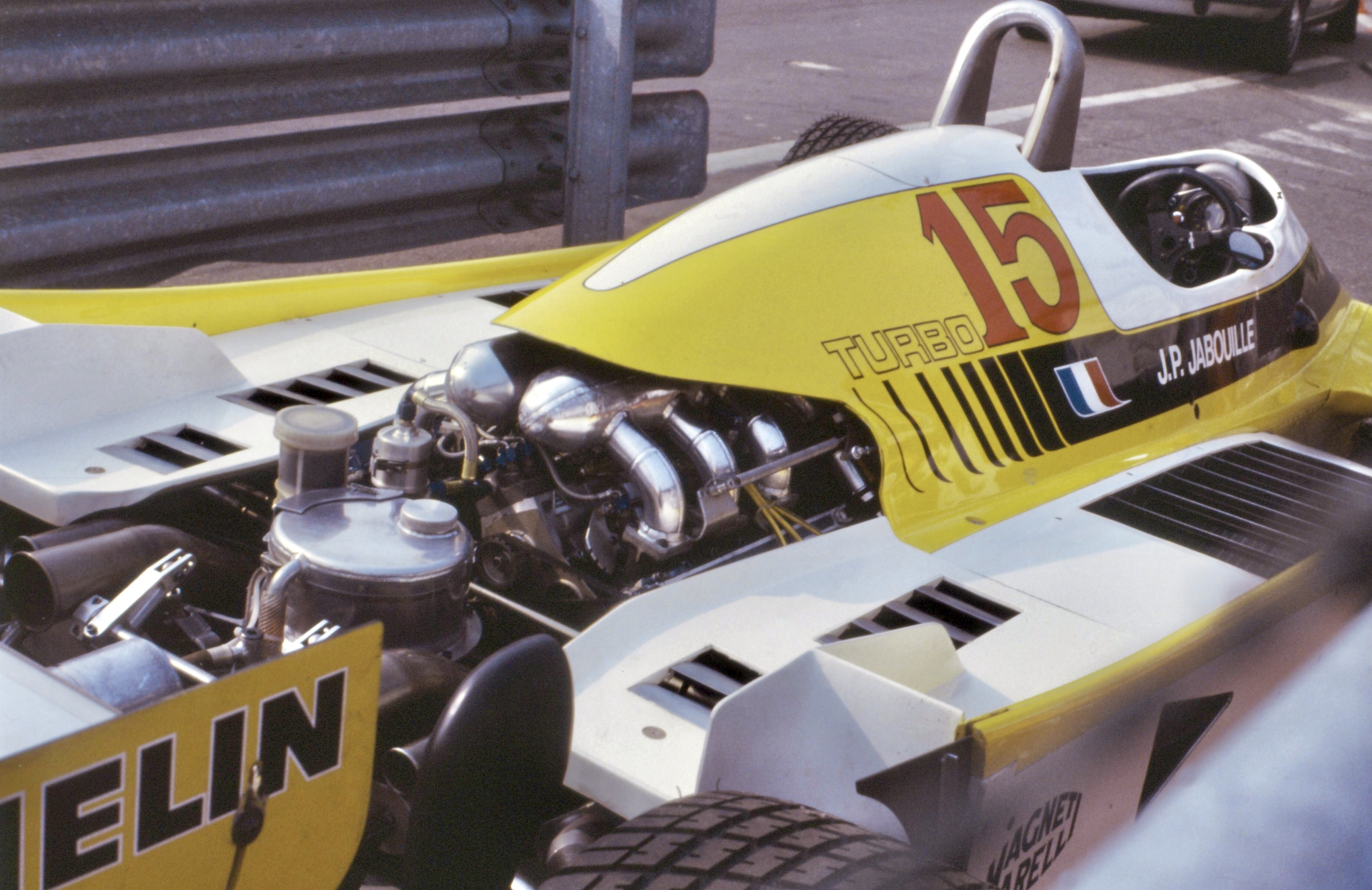
Il motore turbo della Renault RE20. Vi fu battaglia tra la FOCA e la FISA in merito all'utilizzo di questo tipo di propulsore.

La FOCA chiese di vietare l'utilizzo dei motori turbo, che sfavorivano particolarmente le vetture dotate del tradizionale motore Ford Cosworth DFV. Questa proposta trovò lo sfavore della Scuderia Ferrari, che stava progettando di introdurre a breve tale propulsore, tanto che Enzo Ferrari minacciò di abbandonare la Formula 1 in caso di tale modifica regolamentare.
In una riunione svolta a Parigi il 13 dicembre 1979 la Commissione Esecutiva della FISA decise di non modificare il regolamento per quanto riguardava i motori turbo, tanto che venne estesa la possibilità di loro utilizzo fino al termine della stagione 1982. In generale venne stabilito che ogni modifica al regolamento tecnico non potesse essere implementata senza un preavviso di cinque anni dalla sua introduzione. La commissione chiese alle scuderie che non disponevano di tale propulsore, o che non avevano in animo di crearlo (in pratica tutti i team tranne quelli legati a un costruttore automobilistico come Renault, Scuderia Ferrari e Alfa Romeo) di proporre un tipo di motore diverso e promise di valutare la questione in una specifica riunione da tenersi nell'ottobre del 1980. Vennero vietate, subito, dal Gran Premio di Long Beach le vetture a sei ruote.
I due produttori di pneumatici presenti nel mondiale, la Michelin e la Goodyear giunsero a un accordo per limitare il numero di treni di gomme da affidare a ciascun team. Ogni monoposto poté utilizzare solo due set di gomme nei turni ufficiali di qualificazione. Ogni pilota era poi tenuto ad affrontare la gara con il set con il quale aveva ottenuto il tempo migliore in qualifica. La nuova regolamentazione delle gomme da qualifica entrò in vigore dal Gran Premio del Belgio.
Gilles Villeneuve, dopo le prove del Gran Premio di Monaco venne accusato dalla Goodyear di aver utilizzato degli pneumatici diversi da quelli a lui assegnati dalla Michelin. La casa francese lo scagionò affermando che le gomme utilizzate erano quelle consentite, anche se non riportavano nessuna stampigliatura di identificazione. La Goodyear replicò affermando che tale comportamento avrebbe potuto rompere l'accordo trovato sulla limitazione nella fornitura degli pneumatici.
La Michelin, a seguito delle accuse rivoltegli dalla Goodyear, decise di annullare l'accordo che era stato trovato fra le due case, in merito alla limitazione nell'uso degli pneumatici da qualifica. Per risposta la Goodyear, che riforniva tutte le scuderie tranne la Ferrari e la Renault, annunciò la sua intenzione di abbandonare il mondiale di F1 al termine della stagione. Inoltre la casa statunitense minacciò anche di abbandonare il suo impegno in Formula 2 e Formula 3.

### Regolamento sportivo

Anche la Ferrari testò una vettura turbo, che però non venne portata in gara. Qui Gilles Villeneuve al volante della 126 C, nei test prima del Gran Premio d'Italia.

Si modificò il sistema di attribuzione dei punti, pur mantenendo la divisione del mondiale in due "gironi" di gare con lo scarto di un numero elevato di risultati. Vennero considerati validi i cinque migliori risultati ottenuti nei primi otto gran premi, e i cinque migliori degli ultimi otto; successivamente, con la cancellazione di due gare, vennero considerati i 5 migliori risultati dei primi sette gran premi e i cinque migliori degli ultimi sette. La GPDA, l'associazione dei piloti, aveva chiesto, invece, che venissero aboliti del tutto gli scarti.
Dal Gran Premio di Long Beach la FISA introdusse delle novità regolamentari: la griglia di partenza veniva stabilita con la formula delle due vetture per fila, poste però sfalsate e distanziate, come già era avvenuto nel Gran Premio d'Argentina; Derek Ongaro, ispettore della FISA, venne incaricato di dare il via ad ogni gran premio; venne stabilita la possibilità di effettuare le prequalificazioni nel caso vi fossero più di 30 vetture iscritte (a Monaco, sarebbero state ammesse alle qualifiche 22 vetture di diritto, più le due migliori vetture delle prequalifiche); si stabilì che i cambi di pilota potessero essere effettuati solo col preavviso di un mese rispetto alla data del gran premio.
Sempre dal gran premio di Zolder i piloti erano tenuti a partecipare a una riunione pregara, da tenersi 45 minuti prima del via, per valutare le condizioni di sicurezza della corsa.

## Riassunto della stagione

### Gran Premio d'Argentina
Alan Jones scattò in testa inseguito da Jacques Laffite, Didier Pironi, Nelson Piquet, Mario Andretti, Gilles Villeneuve e Carlos Reutemann. Nel corso del primo giro la classifica variò di molto: sul lungo rettifilo Piquet passò Pironi, in lotta con Laffite; Villeneuve, nel tentativo di passare Andretti, arrivò troppo lungo e si ritrovò dodicesimo. Piquet poco dopo sopravanzò anche Laffite e conquistò la piazza d'onore. Dopo poco Didier Pironi si ritirò per un guasto al motore. Dietro a Jones si trovò così Piquet, seguito da Laffite, Andretti, Reutemann e Jody Scheckter. Andretti venne passato da Reutemann, Scheckter e Mass, fino a dover andare ai box al quarto giro, e scendere nella pancia della classifica.
Al quinto giro Jochen Mass guadagnò la quinta posizione su Scheckter, mentre Piquet e Laffite dettero vita a un lungo duello, con il francese che prima infilò il brasiliano e poi venne nuovamente passato da Piquet. Due giri dopo Mass fu costretto a una sosta ai box, che lo estromise dalla lotta al vertice. Nelle retrovie si fece luce invece Villeneuve che al nono passaggio passò il compagno di scuderia Scheckter.

Ricardo Zunino, pilota argentino della Brabham, chiuse il gran premio di casa al settimo posto.

Dopo 13 tornate si ritirò Carlos Reutemann che nei giri precedenti aveva cercato di inserirsi nella lotta tra Laffite e Piquet per la seconda piazza. La classifica vedeva ora in testa Jones, seguito da Laffite, Piquet, il duo della Ferrari Villeneuve-Scheckter, Keke Rosberg, Riccardo Patrese e Derek Daly. Al giro numero 18 Alan Jones fu però costretto a una sosta ai box per un sacchetto di carta che ostruiva un radiatore, detrito raccolto durante l'escursione di pochi giri prima: ripartì quarto. Jones, in rimonta, passò Villeneuve: il canadese aveva perso del tempo nuovamente nel tentativo di passare Piquet. L'australiano però andò in testacoda ma fu capace di non spegnere il motore e poté ripartire.
Al 25º giro Jones passò definitivamente Villeneuve: la rimonta del pilota della Williams proseguì il giro seguente quando sorpassò anche Nelson Piquet e s'installò al secondo posto dietro Laffite. Al giro 27 Villeneuve conquistò il terzo posto passando Piquet all'Ombu. Un giro dopo Patrese si ritirò per un guasto al motore della sua Arrows.
Al 30º passaggio Jones riprese la testa della gara passando Jacques Laffite; due giri dopo Laffite si ritirò col motore fuori uso mentre al giro 37 fu Gilles Villeneuve a doversi ritirare per un'uscita di pista, senza conseguenze fisiche per il pilota canadese.
Jones era seguito da Piquet, poi Scheckter, quarto Keke Rosberg quindi Derek Daly, Bruno Giacomelli, e Alain Prost. Al giro 46 ci fu la rottura del propulsore per Scheckter.
Alan Jones ottenne la sesta vittoria della carriera; Nelson Piquet conquistò il primo podio iridato, così come vi fu il primo podio nel mondiale per un pilota finlandese (Keke Rosberg) e il secondo assoluto per la Fittipaldi. A punti, dopo 29 anni, un'Alfa Romeo con Giacomelli (ultimo gran premio a punti quello di Spagna nel 1951); giunse a punti, nella prima gara della carriera nel mondiale, anche Alain Prost.

### Gran Premio del Brasile
Gilles Villeneuve fu autore di una bella partenza tanto da porsi in testa alla gara, davanti a Didier Pironi, Jacques Laffite e Jean-Pierre Jabouille. Nel corso del primo giro Jabouille fu capace di passare sia Laffite che Pironi e porsi al secondo posto. Villeneuve, già nel corso della seconda tornata, venne passato da Jabouille; il canadese dovette poi cedere la posizione, sempre al giro 2, anche a Pironi, Laffite e Arnoux. Un giro dopo Laffite e Arnoux passarono Pironi, mentre Villeneuve continuò a cedere posizioni fino a quando fu costretto a una sosta ai box per cambiare gli pneumatici.
Al giro 4 Didier Pironi fu costretto a una sosta ai box per un problema tecnico, precipitando in ventunesima posizione. La classifica vedeva sempre al comando Jean-Pierre Jabouille, seguito da Jacques Laffite, René Arnoux, Elio De Angelis, Alan Jones e Nelson Piquet. Due giri dopo Laffite si ritirò per un guasto elettrico mentre Piquet fu costretto da una foratura a un cambio delle gomme, che lo portò in ultima posizione. Riccardo Patrese e Alain Prost entrarono nella zona punti. Al giro 21 Pironi passò Prost, tornando così al sesto posto; tre giri dopo il leader della gara, Jabouille, si ritirò per il malfunzionamento del turbo: passò così a condurre il suo compagno alla Renault, René Arnoux. Al ventiseiesimo giro Pironi scalò ancora una posizione passando Patrese.
A quattro giri dal termine Alain Prost passò Patrese, installandosi al quinto posto. La gara venne vinta da René Arnoux, per la prima volta nella sua carriera in F1; Elio De Angelis chiuse secondo (al suo primo podio), terzo fu Alan Jones, davanti a Pironi, Prost e Patrese. De Angelis batté il record di più giovane pilota a podio per una gara iridata, a 21 anni, 10 mesi e un giorno, che durava dal Gran Premio di Gran Bretagna 1959, e che apparteneva a Bruce McLaren, con 21 anni, 10 mesi, 18 giorni. Il record venne poi a sua volta battuto solo nel Gran Premio d'Argentina 1997 da Ralf Schumacher.

### Gran Premio del Sudafrica
Al via Jean-Pierre Jabouille mantenne il comando davanti a René Arnoux; Alan Jones, partito dalla quarta fila si inserì dietro alle due Renault, seguito da Jacques Laffite, Carlos Reutemann, Nelson Piquet, Gilles Villeneuve e Jody Scheckter. Nel corso del secondo giro Scheckter passò il suo compagno di scuderia. Villeneuve scontava dei problemi agli pneumatici, tanto che dovette fermarsi al terzo giro. Nel frattempo Scheckter fu capace di passare anche Piquet.
Al nono giro Laffite passò Jones, mentre la gara di Scheckter venne interrotta al giro 14 da una fermata ai box per un controllo del motore che perdeva potenza. Sulla Renault di Jean-Pierre Jabouille, al giro 15, si ruppe l'attacco posteriore sinistro della barra antirollio, guasto che però non limitò la sua progressione.
La gara procedeva sempre con il duo della Renault davanti a Laffite, seguito da Jones, Reutemann, Jarier, Piquet e Pironi. Al trentacinquesimo passaggio Jones fu costretto al ritiro per un guasto al cambio.
Al 56º giro Jean-Pierre Jarier dovette andare ai box per sostituire uno pneumatico forato; rientrò undicesimo, ormai lontano dalla zona dei punti. Al giro sessantadue scoppiò uno pneumatico sulla vettura di Jabouille, che dovette ritirarsi. Passò così a condurre Arnoux, davanti a Jacques Laffite, Carlos Reutemann, Nelson Piquet, Didier Pironi e Jochen Mass. A poche tornate dal termine, al giro 65, Reutemann dovette fermarsi a cambiare gli pneumatici e perse tre posizioni.
Piquet e Pironi battagliarono a lungo per il terzo posto, e al giro 68 prevalse il transalpino. Per la prima volta, nella storia del mondiale, il podio fu tutto francese: René Arnoux precedette Jacques Laffite e Didier Pironi (tutti e tre su vetture francesi). L'ultima volta di un podio con tre piloti della stessa nazione risaliva al Gran Premio degli Stati Uniti d'America 1968, con tre conduttori britannici nelle prime tre posizioni.

### Gran Premio degli Stati Uniti-Ovest
Alla partenza Nelson Piquet conservò il comando, seguito da Patrick Depailler, René Arnoux e Jan Lammers; nelle retrovie, all'arrivo al tornato al termine della Shoreline Drive, Ricardo Zunino, Mario Andretti, Jochen Mass e Jean-Pierre Jarier furono coinvolti in un tamponamento. La Brabham di Zunino e la Lotus di Andretti non poterono proseguire la gara. La gara di Lammers terminò invece nel corso del primo giro per un guasto al semiasse. Ora dietro ai primi tre, si trovava Alan Jones, seguito da Giacomelli, Patrese e Reutemann.
Al quarto giro, mentre era quarto, Bruno Giacomelli perse il controllo della sua monoposto in frenata e scivolò in mezzo alla traiettoria. Reutemann, che lo seguiva, non poté far nulla per evitare il tamponamento. I commissari liberarono il tracciato molto rapidamente anche se la loro richiesta di esporre la bandiera rossa (che avrebbe interrotto la gara) non venne accolta.
La classifica, dopo l'incidente, vedeva perciò, dietro a Piquet, Depailler, Arnoux e Jones, Riccardo Patrese, seguito da Gilles Villeneuve, poi Derek Daly e le due Ligier. Al giro 18 Alan Jones prese il secondo posto a Patrick Depailler. Nove giri dopo il francese fu passato anche da Villeneuve. Più dietro, Riccardo Patrese aveva da poco sorpassato René Arnoux portandosi in quinta posizione.
Al giro 41 Villeneuve, nel corso di un doppiaggio, danneggiò il musetto, e fu costretto a una fermata ai box: ripartì solo quattordicesimo. Nello stesso giro anche Depailler fu costretto al ritiro per un problema tecnico. Patrese saliva così sul podio virtuale mentre Giacomelli e Regazzoni entravano in zona punti. Il pilota bresciano fu però costretto a una sosta per cambiare gli pneumatici. Al rientrò in pista Giacomelli fu protagonista di un malinteso con Jones, mentre l'australiano tentava il doppiaggio. Arrivati al tornante l'Alfa Romeo chiuse la traiettoria alla Williams. Entrambi furono costretti a dare l'addio alla gara.
Ora Patrese si trovava secondo, anche se a distanza dal battistrada Piquet; il padovano era seguito a sua volta da Arnoux, Regazzoni, Fittipaldi e John Watson. Fittipaldi era a mezzo secondo da Regazzoni, ma un freno anteriore bloccato gli impediva di portare un attacco.
Al termine del rettilineo nel corso del giro 51, Fittipaldi vide la vettura di Clay Regazzoni andare diritta all'altezza del Queen's Hairpin. I freni della sua vettura erano di una leggera lega metallica e si erano rotti. La sua Ensign aveva colpito la Brabham di Ricardo Zunino, lasciata parcheggiata lungo la pista, era passata oltre sette barriere di gomme e aveva colpito il muro di cemento. Fu impiegiata mezz'ora per liberare il pilota elvetico dalla sua monoposto. Regazzoni rimase poi paralizzato alle gambe.
Emerson Fittipaldi e John Watson continuarono a duellare per il quarto posto, con il nordirlandese che passò il brasiliano al giro 56, per poi essere ripassato un giro dopo. Watson scontava dei problemi al cambio.
Al giro 63, René Arnoux subì l'afflosciamento di uno pneumatico che lo fece retrocedere fino al nono posto.
Nelson Piquet vinse la sua prima gara nel mondiale di Formula 1; fu il sessantaseiesimo pilota nella storia della competizione a vincere una gran premio. Piquet conquistò anche giro veloce, pole e guidò la gara per tutta la sua lunghezza, ottenendo così il grand chelem. Sul podio finirono Riccardo Patrese ed Emerson Fittipaldi, che conquistò così il suo 35º, e ultimo, podio nel mondiale di F1; Fittipaldi eguagliò così il numero di podi conquistati da Juan-Manuel Fangio, all'epoca quarto nella graduatoria di tutti i tempi.

### Gran Premio del Belgio

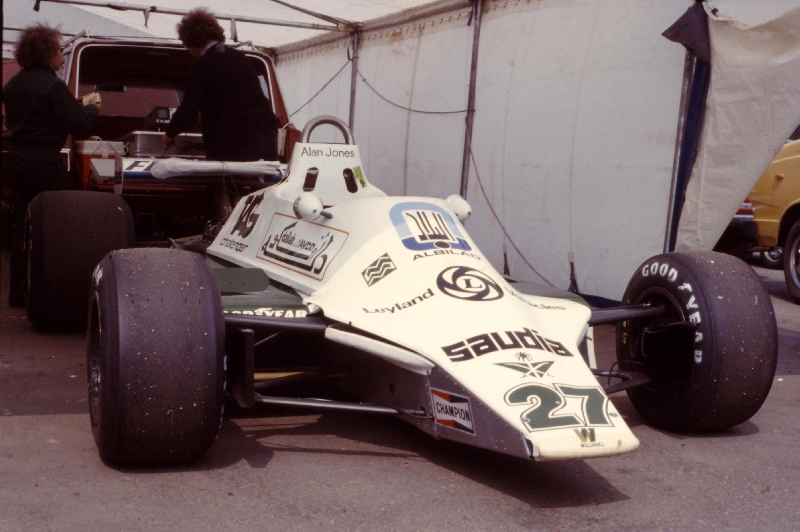
Una Williams FW07B ritratta nel paddock del Circuito di Zolder.

Didier Pironi scattò bene e tenne il comando davanti a Alan Jones, Jacques Laffite, Carlos Reutemann, René Arnoux, Nelson Piquet, Elio De Angelis e Jean-Pierre Jarier. Jean-Pierre Jabouille, su Renault, si ritirò subito con una frizione fuori uso. Jarier passò De Angelis subito dopo la partenza.
La classifica, nelle prime posizioni, rimase immutata per diversi giri. Dopo diciassette giri Arnoux andò in testacoda, compromettendo la sua gara, scendendo fino in decima posizione; tre giri dopo Gilles Villeneuve superò Elio De Angelis, passando in settima posizione.
Al 33º giro Nelson Piquet uscì di pista, e fu costretto al ritiro. La Ligier di Laffite subì dei problemi ai freni, che lo fecero passare in quinta posizione, passato da Reutemann e Jarier. Il francese dovette in seguito fermarsi ai box e perse molte posizioni. René Arnoux era nel frattempo autore di un bel recupero: passati Scheckter e De Angelis tra il 33º e 35º giro si mise in duello con Villeneuve. Il canadese resistette fino al 53º passaggio. Ora la gara era sempre comandata da Pironi, seguito da Jones, Reutemann, Jarier, Arnoux e Villeneuve.
Negli ultimi giri vi furono i ritiri di Riccardo Patrese, mentre era ottavo, per un'uscita di pista dovuta a una affaticamento dei freni, e di De Angelis, che pressò Villeneuve ma non riuscì a passarlo e fu anche lui autore di un'uscita dal tracciato, dovuta a una toccata sulla Ferrari del canadese, che lo costrinse al ritiro. Al giro 71 Arnoux passò Jarier per il quarto posto.
Didier Pironi vinse così per la prima volta nel mondiale di F1, davanti a Alan Jones, e Carlos Reutemann. Pironi fu il terzo pilota della stagione a imporsi per la prima volta in una gara iridata, il 67º della storia del mondiale.

### Gran Premio di Monaco
La partenza fu caratterizzata da un grosso incidente innescato da Derek Daly. L'irlandese della Tyrrell, alla curva di Sainte Devote, tamponò ad alta velocità Bruno Giacomelli, la sua monoposto s'impennò e ricandendo colpì la McLaren di Alain Prost e l'altra Tyrrell di Jean-Pierre Jarier, che a sua volta, toccò la monoposto di Nelson Piquet. Tranne il brasiliano tutti gli altri piloti coinvolti furono costretti al ritiro anzitempo.
La gara veniva guidata da Didier Pironi, davanti ad Alan Jones, Carlos Reutemann, Jacques Laffite, Patrick Depailler e Nelson Piquet. Tutti i piloti che non avevano potuto evitare l'imbuto che si era creato alla partenza, per l'incidente di Daly, subivano un forte ritardo rispetto ai primi. La classifica rimase, di fatto, congelata per 25 giri, quando Alan Jones fu costretto al ritiro per la rottura della trasmissione.
La Ligier di Pironi iniziò a essere pressata dalla Williams di Reutemann, secondo. Causa un testacoda al giro 46, Elio De Angelis, sesto, perse due posizioni. La pioggia fece la sua comparsa sul tracciato monegasco. Depailler ruppe il motore al cinquantunesimo giro e si ritirò mentre era quarto. Entrò in zona punti Jochen Mass, quinto, seguito da Mario Andretti.
Didier Pironi, al 55º giro, mentre affrontava la curva del Casinò non riuscì a mettere una marcia, scivolò contro il guardrail e ruppe una sospensione. Passò così a condurre Reutemann, davanti a Laffite, Piquet, Jochen Mass, Mario Andretti e De Angelis. Negli ultimi giri Mario Andretti fu costretto a una sosta ai box, che gli fece perdere la possibilità di entrare in zona punti. Nel giro 69, causa della pista scivolosa, De Angelis andò a sbattere al Casinò, ritirandosi.
Nelle primissime posizioni non cambiò nulla: Carlos Reutemann festeggiò la prima vittoria dell'anno, davanti a Laffite, Piquet. Seguivano Mass, Villeneuve e Emerson Fittipaldi. Per il brasiliano si trattò dell'ultimo dei 281 punti guadagnati in carriera, ponendolo, all'epoca, al quarto posto nella classifica di tutti i tempi.

### La guerra FISA-FOCA e l'annullamento del Gran Premio di Spagna
Il 22 febbraio si era tenuta a Parigi una riunione della Commissione tecnica della Formula 1. La FOCA, l'associazione dei costruttori, aveva chiesto delle limitazioni all'utilizzo dei motori turbocompressi, che andavano dalla riduzione della cilindrata (da 1.500 cm³ a 1.400) alla riduzione della pressione del turbo stesso, a delle limitazioni all'utilizzo del carburante; la FISA, la federazione internazionale, decise invece di abolire l'utilizzo delle minigonne a partire dalla stagione 1981, scelta tecnica che invece penalizzava maggiormente le vetture spinte dal tradizionale motore a pressione atmosferica. Questa scelta avrebbe infranto la norma che imponeva la possibilità di effettuare cambiamenti al regolamento tecnico solo con un preavviso quinquennale, ma la FISA era pronta a giustificare l'immediata validità di tali decisioni per "ragioni di sicurezza", come previsto dall'art. 15 del regolamento tecnico.
Dopo una riunione a Rio de Janeiro, il 18 aprile, la FISA presentò il calendario per la stagione 1981: erano previsti solo 15 gran premi, in pratica con la conferma di tutte le gare già previste per il 1980, ad eccezione di quella da tenersi, ma poi saltata, a Las Vegas. La FISA decise inoltre di vietare la possibilità per un costruttore di organizzare un gran premio: ciò si scontrava contro gli interessi di Bernie Ecclestone che, oltre a dirigere la Brabham, organizzava il Gran Premio del Brasile, quello di Germania, e aveva la responsabilità economica per le gare di Spagna, Sudafrica e Austria.
Dal Gran Premio del Belgio, inoltre, diventava obbligatorio per i piloti partecipare a un briefing pregara, al fine di monitorare e migliorare le condizioni di sicurezza, da tenersi 45 minuti prima del via. La FISA decise di multare di 2.000 dollari ciascuno e di minacciare di squalifica tutti i piloti che non avevano preso parte alla riunione pre-gara, prevista prima del Gran Premio. Si trattava di 17 conduttori, tutti quelli dei team più vicini alla FOCA.
La FISA decise di sospendere, a partire dal gran premio di Spagna, 13 piloti, che si erano rifiutati di pagare l'ammenda prevista per non aver partecipato alla riunione pre-gara del Belgio. In realtà la norma che consentiva questa sospensione, pur votata nella riunione di Rio de Janeiro, non era stata ancora inserita nel regolamento sportivo. Bernie Ecclestone, patron della Brabham, e capo della FOCA, accusò la FISA di aver anticipato al sabato, senza preavviso, il briefing del gran premio del Belgio, cercando così di mettere in difficoltà i piloti delle scuderie legate alla sua organizzazione. Ecclestone aveva inoltre minacciato l'assenza, per il gran premio di Spagna, delle scuderie coinvolte.
La FISA sospese successivamente anche Riccardo Patrese e Jochen Mass dell'Arrows e Derek Daly della Tyrrell, che non avevano preso parte alla riunione pre-gara prevista per il gran premio di Monaco, stabilendo in tal caso una multa di 2.000 franchi svizzeri. La Federazione pose come limite per il pagamento delle multe il venerdì mattina, prima della gara di Spagna. Mario Andretti e Alain Prost, dal loro canto, avevano già regolarizzato la posizione, pagando quanto dovuto.
Ecclestone regolò le multe relative al Gran Premio di Monaco ma si rifiutò di pagare quanto stabilito per la mancata partecipazione al briefing prima del Gran Premio del Belgio. Un tentativo di mediazione venne portato dal presidente della FIA, Paul Alfons von Metternich, il quale propose che tutti i piloti, anche quelli sospesi, potessero partecipare alla gara, demandando poi alla Corte d'Appello della FIA stessa la decisione finale.
Il gran premio era di competenza del Real Automóvil Club de España (RACE), che ne aveva affidato, dall'ottobre precedente, l'organizzazione alla Real Federación Española de Automovilismo (FEA), la sua branca sportiva.
Il RACE dichiarò che non avrebbe impedito a nessuno dei piloti sospesi dalla FISA di prendere parte al gran premio, e si offrì anche di versare 20.000 dollari alla FISA a copertura di quanto richiesto dalla FISA, rimettendo la decisione finale alla Corte d'Appello della FIA, che si sarebbe riunita il 10 giugno.
Alle prove libere del venerdì mattina parteciparono solo le vetture di Ferrari, Renault e Alfa Romeo, vicine alle posizioni della FISA, oltre al pilota locale Emilio de Villota, su una Williams gestita dalla RAM. Il RACE aveva esautorato dall'organizzazione del gran premio la FEA, con un telex inviato alla FIA, da cui dipendeva la FISA. Il RACE sospese così le prove, e minacciò anche l'intervento della Guardia Civil per non consentire a nessuna vettura di scendere nuovamente in pista. Secondo il RACE il mancato pagamento delle multe per il Gran Premio del Belgio non giustificava la sospensione della licenza ai piloti, visto anche il proprio impegno a coprire tali importi.
Il RACE, inizialmente, affermò che la gara non apparteneva più al campionato mondiale, poi cambiò indirizzo e tornò ad assicurare la validità, quale prova iridata, alla gara, cosa che veniva però contrastata dalla FISA. Quest'ultima negava che il RACE potesse riassumere l'organizzazione dell'evento senza una decisione dell'assemblea della FIA.
S'impegnò nella trattativa Ferdinando de Baviera, presidente della FEA, anche con la mediazione di Jackie Stewart: propose che i tempi delle prove venissero cancellati e venissero concesse due ore di prove libere alle scuderie che non avevano preso parte alle qualifiche del venerdì; la griglia sarebbe stata determinata da due sessioni di prove ufficiali, della durata di un'ora ciascuna. La proposta venne rifiutata dal marchese de Cubas, presidente del RACE, anche per l'opposizione della Renault a una riduzione del tempo da concedere per delle nuove prove libere alle quattro scuderie che non avevano preso parte alle qualifiche del venerdì. A seguito del mancato accordo, la FEA dichiarò proibita la gara, in forza dell'articolo 59 del codice sportivo internazionale.
Ferrari, Renault e Alfa Romeo, dopo aver ribadito la loro fedeltà alle decisioni della FEA (sostenuta anche dal Consejo Superior de Deportes spagnolo), decisero così di abbandonare il tracciato.
Il 2 giugno una riunione della FIA, svolta ad Atene, confermò il proprio appoggio alle posizioni della FISA e della FEA. Per la Federazione la gara spagnola era da considerarsi illegale, tanto da stigmatizzare l'intervento del RACE durante il weekend. La FIA sancì anche l'espulsione della FOCA dal comitato esecutivo della FISA e dalla Commissione della F1. La FIA inoltre confermava le decisioni prese nella precedente riunione di Rio de Janeiro in merito al regolamento tecnico. La FIA non prese provvedimenti nei confronti dei piloti impegnati nella gara di Spagna, confermando di volere mantenere una linea morbida nei loro confronti.
Già il 6 giugno si giunse vicini a un accordo quando la FOCA, dopo una riunione tenuta in Svizzera, riconobbe il potere della FIA come l'organo sovrano in ambito dello sport automobilistico, e quello della sua delegata FISA in merito all'organizzazione e al controllo delle corse. La FOCA s'impegnava a pagare le multe sancite in merito al Gran Premio del Belgio e a quello di Monaco, in cambio dell'annullamento delle sospensioni che erano state decise dalla FIA. Jean-Marie Balestre, presidente della FISA, affermò che i tre emissari della sua federazione all'incontro in Svizzera non erano autorizzati ad addivenire a una decisione di tale portata, e quindi che l'accordo non era stato ancora concluso.
Si tentò una nuova mediazione in una riunione a Modena, il 18 giugno, tra i rappresentanti dei tre team più vicini alla FISA (Ferrari, Renault e Alfa Romeo) e tre rappresentanti legati maggiormente alla FOCA (Frank Williams, Ligier e Colin Chapman). Le tre case costruttrici ribadirono il loro appoggio alle modifiche regolamentari proposte dalla FISA.
Il 21 giugno, dopo in una riunione a Ginevra, i maggiori sponsor del campionato inviarono un ultimatum alle parti in causa affinché trovassero un accordo, pena l'interruzione dei finanziamenti alle scuderie. Questo spronò tutte le scuderie legate alla FOCA a iscriversi al successivo Gran Premio di Francia: FISA e FOCA decisero di rinviare così la questione a dopo il gran premio francese. La FISA decise comunque di multare di 3.000 franchi svizzeri a testa i piloti che avevano preso parte alla gara spagnola. Intanto le tre case costruttrici più vicini alla FISA, il 24 giugno, dopo una riunione a Londra con gli altri membri della FOCA, si dissero pronte a venire incontro alle richieste tecniche dell'associazione dei costruttori in merito all'utilizzo delle "minigonne" sulle vetture di Formula 1.
Il 30 giugno, presso il Circuito Paul Ricard, ove si era tenuto il Gran Premio di Francia, vi fu la riunione decisiva. La FISA accettava di esaminare le proposte tecniche inviate dalla FOCA, che dal suo canto riconosceva la FISA come l'unico ente intitolato per legiferare nell'ambito dell'automobilismo sportivo.

### Gran Premio di Francia
Jacques Laffite prese la testa al via, seguito da René Arnoux, Didier Pironi, Alan Jones, Carlos Reutemann, Nelson Piquet e Alain Prost. Gilles Villeneuve fu autore di un'ottima partenza che lo portò dalla diciassettesima piazzola di partenza all'ottavo posto. Nel corso del primo giro vi fu un duello tra Pironi e Arnoux: alla chicane prima della curva de L'ècole: Pironi attaccò Arnoux e si porta subito al secondo posto, poi Arnoux, sull'interminabile rettilineo del Mistral, sfruttò appieno la potenza del suo turbo ma Pironi fu capace di risuperarlo.
Laffite iniziò a guadagnare un certo margine sugli avversari mentre nel corso del secondo giro Arnoux passò ancora Pironi; intanto Nelson Piquet aveva passato anche Reutemann ed era quinto dietro Jones. Anche Alain Prost scavalcò Reutemann: vi erano così quattro piloti francesi nei primi sei posti. Jones passò Didier Pironi al giro quattro mentre Prost si ritirò per la rottura dell'avantreno. Al quinto giro, alla chicane, Arnoux si vide affiancare e superare da Pironi e Jones, il pilota della Ligier passò secondo davanti a Jones e Arnoux.
Alan Jones riuscì a passare Pironi all'ottavo giro e, tre giri dopo, anche Nelson Piquet saltò Arnoux. La classifica vedeva ora, dietro a Laffite, Jones, poi Pironi, Piquet, Arnoux, Reutemann e Villeneuve. La gara del canadese della Scuderia Ferrari fu penalizzata da un cambio gomme al giro ventisette: Villeneuve ripartì undicesimo.
Jacques Laffite mantenne il comando fino al 35º giro quando venne passato da Alan Jones alla chicane. Al giro 42 anche Didier Pironi passò Laffite. Gilles Villeneuve, nel frattempo, fu capace di risalire in ottava posizione.
Alan Jones vinse per la settima volta in carriera, precedendo Pironi, Laffite, Piquet, Arnoux e Carlos Reutemann.

### Gran Premio di Gran Bretagna
Didier Pironi partì bene e comandò la gara davanti al compagno di scuderia Jacques Laffite, poi Alan Jones, Nelson Piquet, che passò Carlos Reutemann alla Surtees, seguito a sua volta dalle due Alfa Romeo di Patrick Depailler e Bruno Giacomelli.
La classifica rimase immutata, nelle primissime posizioni, per diversi giri. Il duo della Ligier si trovò a guidare con un margine di circa otto secondi su Jones. Al giro 17 Giacomelli fu costretto a una sosta ai box per cambiare gli pneumatici. Passò così quindicesimo. Un giro dopo fu il battistrada Didier Pironi a rallentare vistosamente per una foratura alla gomma anteriore sinistra, dovuta alla rottura del cerchione. Giunto ai box, molto lentamente, ne riuscì ultimo. Andò così a condurre Laffite seguito da Jones, Piquet, Reutemann, Depailler, Derek Daly e Mario Andretti.
Patrick Depailler perse, in pochi giri, diverse posizioni, per un malfunzionamento del motore. Il francese dell'Alfa si ritirò al giro 30. Al giro seguente, l'altra Ligier, quella di Laffite, subì anch'essa una rottura del cerchione che provocò l'esplosione dello pneumatico posteriore sinistro con conseguente uscita di pista e ritiro per Laffite.
Passò in testa Alan Jones, che precedeva di quattro secondi Piquet, seguito poi da Reutemann, Daly, Andretti e Jarier. Nel frattempo Pironi fu protagonista di un recuperò che lo porto, al giro 43, in settima posizione. Andretti scontava dei problemi tecnici sulla sua Lotus: venne così passato prima da Jarier, poi dallo stesso Pironi. Al 55º giro l'unico pilota della Ligier rimasto in gara passò anche il connazionale Jarier, ponendosi in quinta posizione. Al giro 59 Andretti si ritirò definitivamente.
Al sessantacinquesimo giro, sulla vettura di Pironi, si verificò nuovamente una foratura dovuta alla rottura del cerchione: in questo caso il francese fu costretto al ritiro.
Negli ultimi giri la pioggia minacciò la gara, ma senza arrivare. Vinse ancora Alan Jones che precedette Nelson Piquet, Carlos Reutemann, Derek Daly, Jean-Pierre Jarier e Alain Prost.

### Gran Premio di Germania
Poco dopo il via Jean-Pierre Jabouille passò Alan Jones, sfruttando la potenza del motore turbo della sua Renault, sui lunghi rettilinei del tracciato tedesco. Al termine del primo giro, dietro ai due, vi erano Jacques Laffite, Didier Pironi, René Arnoux, Keke Rosberg, Carlos Reutemann e le due Lotus di Mario Andretti ed Elio De Angelis. Partì male Nelson Piquet, che si trovò solo diciannovesimo al primo giro.
Al terzo giro Rosberg cedette il sesto posto a Reutemann, mentre Laffite passò Pironi; più dietro Gilles Villeneuve (partito sedicesimo e già undicesimo al termine della prima tornata) era già salito in ottava posizione, dopo aver passato Emerson Fittipaldi e le due Lotus. Al sesto giro Rosberg, dopo essere precipitato in ultima posizione, si ritirò per la rottura di un cuscinetto. La gara di Villeneuve venne influenzata dai soliti problemi agli pneumatici, che gli fecero perdere un paio di piazze, a vantaggio di Elio De Angelis e di Nelson Piquet che, in pochissimi giri, era passato dal diciannovesimo all'ottavo posto. Al giro 14 il brasiliano passò anche De Angelis e si installò al settimo posto. La zona punti era composta da Jabouille, che comandava davanti a Jones, Arnoux, Laffite, Pironi e Reutemann.
Al giro 18 Pironi si ritirò per un guasto alla trasmissione. Nove giri dopo vi fu il doppio ritiro delle Renault: entrambe le monoposto furono costrette al ritiro per un guasto al motore. Andò così a condurre Alan Jones, davanti a Jacques Laffite, Carlos Reutemann, Nelson Piquet, Elio De Angelis e John Watson. L'unico pilota dell'Alfa Romeo in gara, Bruno Giacomelli, passò prima Mario Andretti al giro 28, e poi anche Watson al giro 34, entrando così in zona punti. Watson perse altre posizioni, fino al ritiro al trentanovesimo giro per la rottura del motore.
Al giro 41 la gomma anteriore destra di Jones si afflosciò, costringendolo anche a fermarsi ai box, in cui perse diciotto secondi per il cambio gomme. Ripartì terzo, dietro a Laffite e Reutemann. Due giri dopo Elio De Angelis, quando era quinto, fu costretto all'abbandono per la rottura di un cuscinetto. Entrò così in zona punti Gilles Villeneuve, che aveva passato Andretti il giro precedente.
Vinse Jacques Laffite, per la quarta volta nel mondiale, secondo fu Carlos Reutemann, terzo Alan Jones

### Gran Premio d'Austria
Alan Jones scattò in testa sfruttando la maggiore elasticità, in partenza, del suo motore Ford Cosworth DFV, seguito da Didier Pironi, René Arnoux, Bruno Giacomelli (partito ottavo), Jean-Pierre Jabouille, Carlos Reutemann e Nelson Piquet. Laffite, chiuso da Reutemann contro il muretto dei box, dovette rallentare e scivolò nelle retrovie.
Il turbo delle Renault, favorito anche dall'altitudine, fece valere la sua potenza. Nel corso del primo giro Arnoux passò Pironi, mentre Jabouille ebbe la meglio su Giacomelli e, poco dopo, anche sullo stesso Pironi. Al terzo giro Arnoux riprese e passò Jones alla Bosch, ponendosi al comando. Un giro dopo anche Jabouille passò il pilota della Williams: le due Renault si trovarono così prima e seconda. Più dietro Pironi scivolava intanto fuori dalla zona punti, passato da diverse vetture. dopo un testacoda.
Al settimo giro Nelson Piquet passò Reutemann e, quattro giri dopo, anche Bruno Giacomelli alla Rindt. La classifica vedeva così in testa il duo della Renault Arnoux-Jabouille, seguito da Jones, Piquet, Reutemann e Giacomelli. Al giro 18 Reutemann prese una posizione a Giacomelli.
Al 21º giro Jones passò Jabouille, che però fu presto capace di riprendere la posizione. Nel giro 22 René Arnoux fu costretto, per la degradazione degli pneumatici, a rientrare ai box. Rientrò in pista al decimo posto. A condurre ora si trovò il suo compagno di scuderia Jean-Pierre Jabouille, sempre seguito da Alan Jones.
Nelson Piquet scontava nel frattempo problemi tecnici alla sua Brabham, tanto da dover cedere due posizioni, a Carlos Reutemann e Bruno Giacomelli. Al ventiquattresimo giro perciò, dietro a Jabouille e Jones, vi erano Reutemann, Giacomelli, Piquet, Jacques Laffite ed Elio De Angelis. La gara di Giacomelli s'interruppe al giro 28 per la rottura di una sospensione.
Al giro 36, dopo un lungo duello, Jacques Laffite passò Nelson Piquet per il quarto posto. Anche la Renault di Jabouille era in crisi con gli pneumatici, tanto che il francese dovette rallentare il ritmo.
Jean-Pierre Jabouille, che non aveva ancora fatto segnare punti iridati, vinse per la seconda, e ultima volta, in carriera. Alan Jones, in rimonta, chiuse secondo, terzo fu Reutemann, poi Laffite, Piquet e De Angelis.

### Gran Premio d'Olanda
Alan Jones, in partenza, riuscì a sopravanzare i motori turbo della Renault. Dietro all'australiano vi erano René Arnoux, poi Jacques Laffite, Carlos Reutemann, Jean-Pierre Jabouille, Nelson Piquet e Bruno Giacomelli che aveva passato Villeneuve. Jones però mandò subito in fumo le chance di vittoria: prese un cordolo troppo velocemente rompendo la minigonna sinistra. La sosta seguente ai box lo allontanò definitivamente dalla zona punti. Arnoux si trovò così a condurre la gara.

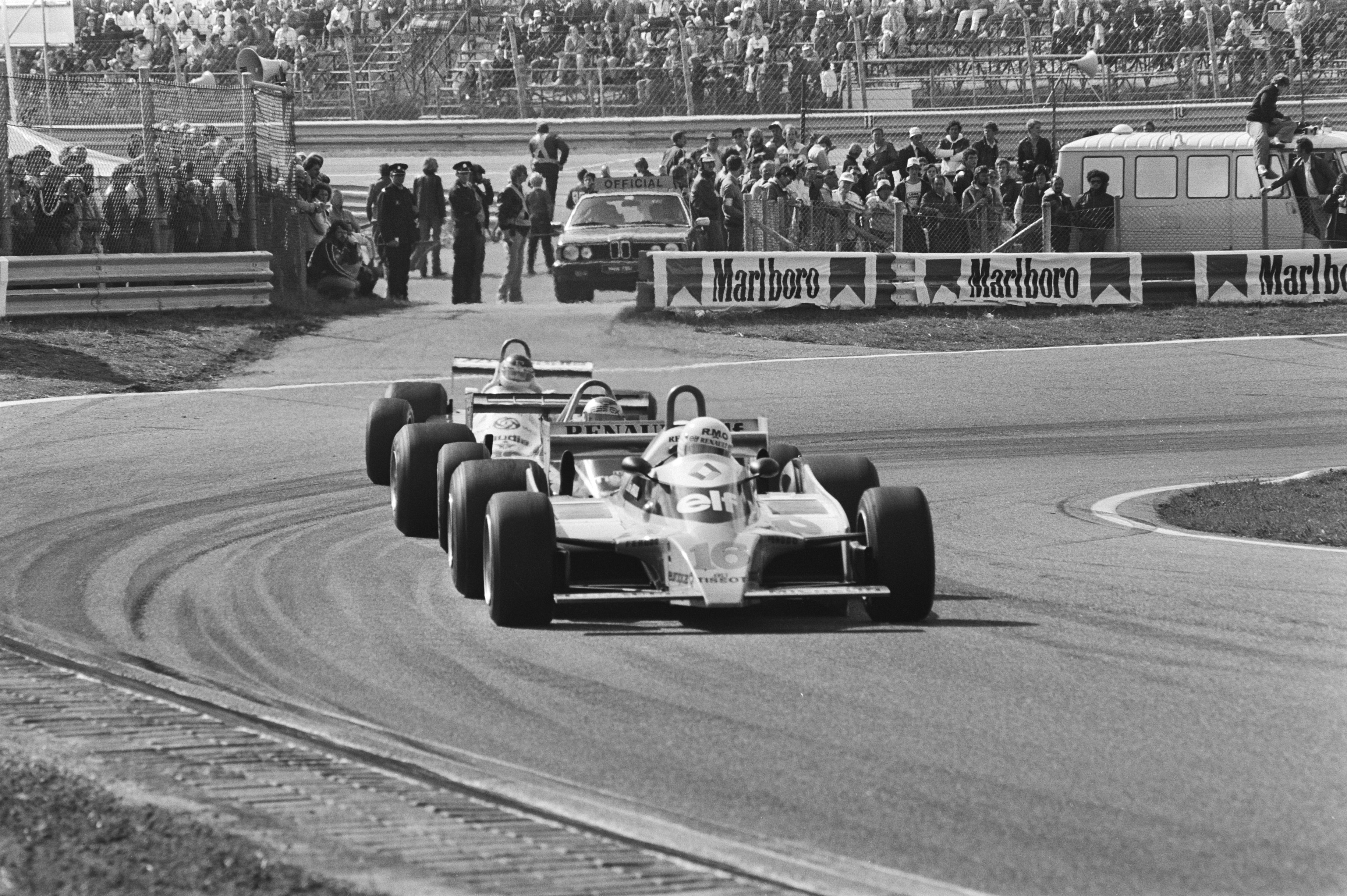
René Arnoux giunse secondo nel gran premio d'Olanda.

Al terzo passaggio fu così Laffite che passò in testa, sorpassando Arnoux, mentre Reutemann perse tre posizioni. Gilles Villeneuve, dopo aver ripassato Giacomelli, si trovò così quarto, dietro alle due Renault.
Il brasiliano della Brabham Nelson Piquet fu autore di una bella rimonta. Passò al settimo giro Villeneuve e, dopo tre giri, superò anche Arnoux e si portò al secondo posto (Jabouille nel frattempo aveva perduto diverse posizioni per una sosta ai box per cambiare le gomme già usurate). La crisi delle coperture Michelin colpì anche il canadese della Scuderia Ferrari, che ben presto uscì dalle posizioni di testa.
Piquet, al giro tredici, era in testa, avendo sorpassato anche Laffite. Terzo era Arnoux, quarto Giacomelli, poi Reutemann, con Mario Andretti a chiudere la zona punti. Al giro sedici il bresciano dell'Alfa passò Arnoux per il terzo posto e, quattro giri dopo, Andretti superò Reutemann portandosi in quinta posizione.
Bruno Giacomelli, nel tentativo di passare anche Laffite al 38º giro, commise un errore alla chicane Panorama, girandosi e danneggiando una minigonna: scese così al settimo posto. Nel frattempo Reutemann e Andretti furono autori di un duello. Sul duo giunse il rimontante Jones, ancora doppiato, che li passò entrambi. Al giro cinquanta Reutemann ripassò Andretti, ponendosi quarto.
Nel corso del 70º passaggio René Arnoux passò Laffite, che aveva rallentato nei pressi dell'incidente di Daly. Vinse così Nelson Piquet che si portò, in classifica, a soli due punti da Jones. Il resto del podio fu francese con secondo Arnoux e terzo Laffite. A punti Reutemann, poi altri due transalpini Jean-Pierre Jarier e Alain Prost. Fu ancora sfortunato Andretti che si ritirò a due giri dal termine, quando era quinto, senza benzina.

### Gran Premio d'Italia
Alla partenza Carlos Reutemann creò un po' di caos per un problema al cambio, tanto da finire in ultima posizione. In testa rimase René Arnoux, seguito dal compagno di scuderia Jean-Pierre Jabouille, poi Nelson Piquet, Bruno Giacomelli, Gilles Villeneuve, Héctor Rebaque e Alan Jones.
Al terzo passaggio Jabouille sorpassò Arnoux alla Tosa che, poco dopo, alle Acque Minerali, venne superato anche da Nelson Piquet. Un giro dopo Gilles Villeneuve passò Giacomelli alla Tosa, mentre Piquet sfruttò un'indecisione di Jabouille, passandolo all'altezza della Variante Bassa.
Al 6º giro fu un grosso incidente per la Ferrari di Gilles Villeneuve, per la rottura di uno pneumatico. La monoposto andò a sbattere contro il muro esterno della semicurva che precede la Tosa (semicurva che oggi è chiamata per l'appunto Villeneuve): la vettura venne divelta nell'impatto ma, fortunosamente, venne evitata da tutti i piloti che seguivano il canadese. Giacomelli però, nello scartarla, uscì nella via di fuga, raccolse dei detriti e dovette, poco dopo, ritirarsi per una foratura. Sempre nel sesto giro Jones aveva passato Rebaque.
All'ottavo giro Jean-Pierre Jarier passò Didier Pironi, entrando in zona punti, mentre Arnoux fu passato da Jones quattro giri dopo. Al 12º giro la gara vedeva così al comando Nelson Piquet, seguito da Jean-Pierre Jabouille, Alan Jones, René Arnoux, Héctor Rebaque e Jean-Pierre Jarier. La gara di Rebaque terminò al giro 19 quando ruppe la sospensione della sua Brabham. Due giri dopo anche John Watson fu costretto all'abbadono per motivi tecnici, quando era sesto.
Ora René Arnoux doveva difendersi sia da Jarier che da Mario Andretti, che superò lo stesso Jarier al 27º giro. Due giri dopo Alan Jones conquistò la seconda piazza passando Jabouille alla Variante Bassa.

Gilles Villeneuve esce incolume dalla sua vettura dopo un incidente nel corso del Gran Premio d'Italia.

Andretti si ritirò al quarantesimo giro per un guasto al cambio, così Carlos Reutemann entrò in zona punti dopo aver superato Pironi. Al giro 47 Jarier sopravanzò Arnoux, portandosi al quarto posto. Un giro dopo anche Reutemann passò il pilota della Renault. Sempre nella stessa tornata Jarier ebbe un problema ai freni alla curva delle Acque Minerali, andando in testacoda, riuscendo anche a ripartire, ma venendo passato sia da Reutemann che da Arnoux.
Arnoux stava scontando grossi problemi con gli pneumatici, ciò che consentì a Jarier di riprendere la quinta posizione. La Renault perse diverse posizioni nei giri successivi. Al 55º giro anche l'altro pilota della casa transalpina, Jean-Pierre Jabouille, dovette abbandonare le speranza di punti, causa della rottura del cambio. Un giro dopo anche l'altro francese Jean-Pierre Jarier fu costretto al ritiro per il mancato funzionamento dell'impianto frenante. Dopo che questo trio di piloti francesi fu costretto ad abbandonare la zona punti vi entrarono Elio De Angelis, Didier Pironi e Keke Rosberg. Il finlandese passò poi Pironi al giro 56.
Vinse Nelson Piquet davanti al duo della Williams Alan Jones-Carlos Reutemann. La scuderia britannica conquistò così il suo primo mondiale costruttori.

### Gran Premio del Canada
Alla partenza i due piloti della prima fila, Nelson Piquet e Alan Jones, si toccarono, la Brabham s'intraverso in mezzo al tracciato, scatenando un tamponamento a catena che coinvolse diverse vetture e costrinse a sospendere la gara. Le otto auto incidentate, tra le quali quelle dei due contendenti per il mondiale, vennero sostituite, allestendo in fretta i muletti.
Dopo 50 minuti la gara ripartì ma vi fu subito il giallo della partenza anticipata di Didier Pironi, che venne penalizzato al termine del gran premio. Il francese si portò al secondo posto davanti a Piquet, ma dietro a Jones che era primo. Bruno Giacomelli si poneva al quarto, seguito da Carlos Reutemann, poi John Watson, Jacques Laffite e Andrea De Cesaris.
Nelson Piquet fu capace in soli due giri di porsi in testa, e di allungare su Jones. Al settimo giro Giacomelli, nel tentativo di passare Pironi, ruppe le minigonne e si ritirò; Pironi invece, pur essendo uscito dal tracciato, fu capace di proseguire. Nello stesso giro Watson superò Reutemann. La classifica vedeva perciò primo Piquet, seguito da Jones, Pironi, Watson, Reutemann e Laffite.
Al giro 23 terminarono le speranze di Piquet di vincere il titolo: il motore Ford Cosworth della sua Brabham esplose. Jones andò così a condurre, posizione di classifica che, assieme al ritiro del brasiliano, gli garantirebbe l'iride. Al giro 24 Prost passò Laffite e, un giro dopo, Jean-Pierre Jabouille, a causa della rottura di una sospensione, sbatté frontalmente contro il guardrail, all'altezza del Ponte Victoria, restando intrappolato nelle lamiere della sua Renault per molto tempo prima di essere estratto. Venne poi trasportato da un'ambulanza, entrata in pista durante la gara, all'ospedale, ove gli vennero riscontrate diverse fratture alle gambe.
Al 34º giro Alain Prost prese la quarta posizione a Reutemann. La direzione di corsa decise che Pironi andava penalizzato di un minuto per partenza anticipata. Il portacolori della Ligier cercò di passare Jones che, al quarantaquattresimo giro, lasciò strada alla Ligier su indicazione dei box che gli dette notizia della penalizzazione del francese. Al giro 42, intanto, Prost era stato costretto al ritiro per incidente. Entrò in zona punti Gilles Villeneuve.
Al giro 56 John Watson andò in testacoda e venne passato da Reutemann e Laffite. A due tornate dal termine Laffite fu però costretto al ritiro per mancanza di benzina. Scalò così in zona punti Héctor Rebaque.
Didier Pironi giunse primo sotto la bandiera a scacchi ma, a causa della penalizzazione inflittagli, fu classificato solo terzo, dietro ai due della Williams Alan Jones e Carlos Reutemann. Jones si aggiudicò così matematicamente il mondiale piloti, primo australiano nell'impresa dalla vittoria di Jack Brabham del 1966.

### Gran Premio degli Stati Uniti-Est
Alla partenza Bruno Giacomelli scattò bene ed era primo. Anche Alan Jones, partito quinto, fu autore di un bell'avvio, ponendosi subito alla caccia del secondo posto. Uscì però dal tracciato, e scese in quattordicesima posizione.
Al termine del primo giro Giacomelli precedeva Nelson Piquet, seguito da Carlos Reutemann, Didier Pironi, Elio De Angelis e Héctor Rebaque. Jones fu autore di una poderosa rimonta che lo portò in ottava posizione già al quarto giro. Rebaque, invece, a causa del degrado delle gomme, perse diverse posizioni, finendo in fondo al gruppo, dopo un pit stop. Al giro 11, dopo aver passato John Watson, Jones entrava in zona punti.
Al 17º giro Riccardo Patrese uscì di pista: il pilota era incolume ma era intrappolato nelle reti di protezione, poste a bordo pista. Fu necessario l'uso delle pinze per consentire al pilota di uscire dalla sua vettura.
Giacomelli continuava intanto a dominare la gara, tanto che dopo 21 giri il suo margine era di dieci secondi; Carlos Reutemann battagliava con Nelson Piquet, in crisi con le gomme, per il terzo posto. Jones passò anche De Angelis, conquistando la quinta posizione.
Piquet fu autore di un testacoda alla prima curva al giro 26, e si ritrovò quindicesimo. Tornato ai box, si ritirò con una minigonna danneggiata. Tre giri dopo Jones passò anche Didier Pironi, scalando così terzo. Anche il francese della Ligier scontava dei guai con le coperture.
Al 30º giro Alan Jones passò anche il compagno di scuderia Reutemann: l'argentino soffriva di sottosterzo, per un problema all'anteriore sinistra. Al giro 32 ci fu la svolta decisiva della gara quando il leader Giacomelli si ritirò con una bobina bruciata che spense il suo motore. Jones si trovò così a condurre, seguito da Reutemann, Pironi, De Angelis, Watson e Laffite.
Al giro 43 Jacques Laffite conquistò il quinto posto a Watson che, due giri dopo, si fermò ai box al quarantacinquesimo giro per problemi di assetto dovuto agli ammortizzatori. Entrò in zona punti Mario Andretti, seguito da Villeneuve e Arnoux. Il francese passò il ferrarista due giri dopo e, al giro 50, anche Andretti, entrando in zona punti. Al giro 55 l'italoamericano. sfruttando il degrado delle gomme di Arnoux, ripassò il francese. Negli ultimi giri il ritmo di Jones era tale da fargli segnare un giro veloce in 1'34"068, tempo più basso di quello fatto registrare in qualifica.
Alan Jones fu primo sul traguardo, conquistando così la decima vittoria nel mondiale. Il neocampione del mondo precedette Carlos Reutemann. Terzo Pironi, quarto De Angelis, poi Laffite e Andretti, per la prima volta a punti in stagione.

## Risultati

### Risultati dei gran premi
| Gara | Gran Premio                  | Data         | Circuito       | Pole position         | Giro più veloce  | Pilota vincitore | Costruttore            | Resoconto |
| ---- | ---------------------------- | ------------ | -------------- | --------------------- | ---------------- | ---------------- | ---------------------- | --------- |
| 1    | Gran Premio d'Argentina      | 13 gennaio   | Buenos Aires   | Alan Jones            | Alan Jones       | Alan Jones       | Williams-Ford Cosworth | Resoconto |
| 2    | Gran Premio del Brasile      | 27 gennaio   | Interlagos     | Jean-Pierre Jabouille | René Arnoux      | René Arnoux      | Renault                | Resoconto |
| 3    | Gran Premio del Sudafrica    | 1º marzo     | Kyalami        | Jean-Pierre Jabouille | René Arnoux      | René Arnoux      | Renault                | Resoconto |
| 4    | Gran Premio degli USA-Ovest  | 30 marzo     | Long Beach     | Nelson Piquet         | Nelson Piquet    | Nelson Piquet    | Brabham-Ford Cosworth  | Resoconto |
| 5    | Gran Premio del Belgio       | 4 maggio     | Zolder         | Alan Jones            | Jacques Laffite  | Didier Pironi    | Ligier-Ford Cosworth   | Resoconto |
| 6    | Gran Premio di Monaco        | 18 maggio    | Montecarlo     | Didier Pironi         | Carlos Reutemann | Carlos Reutemann | Williams-Ford Cosworth | Resoconto |
| 7    | Gran Premio di Francia       | 29 giugno    | Le Castellet   | Jacques Laffite       | Alan Jones       | Alan Jones       | Williams-Ford Cosworth | Resoconto |
| 8    | Gran Premio di Gran Bretagna | 13 luglio    | Brands Hatch   | Didier Pironi         | Didier Pironi    | Alan Jones       | Williams-Ford Cosworth | Resoconto |
| 9    | Gran Premio di Germania      | 10 agosto    | Hockenheim     | Alan Jones            | Alan Jones       | Jacques Laffite  | Ligier-Ford Cosworth   | Resoconto |
| 10   | Gran Premio d'Austria        | 17 agosto    | Österreichring | René Arnoux           | René Arnoux      | J.P. Jabouille   | Renault                | Resoconto |
| 11   | Gran Premio d'Olanda         | 31 agosto    | Zandvoort      | René Arnoux           | René Arnoux      | Nelson Piquet    | Brabham-Ford Cosworth  | Resoconto |
| 12   | Gran Premio d'Italia         | 14 settembre | Imola          | René Arnoux           | Alan Jones       | Nelson Piquet    | Brabham-Ford Cosworth  | Resoconto |
| 13   | Gran Premio del Canada       | 28 settembre | Montreal       | Nelson Piquet         | Didier Pironi    | Alan Jones       | Williams-Ford Cosworth | Resoconto |
| 14   | Gran Premio degli USA-Est    | 5 ottobre    | Watkins Glen   | Bruno Giacomelli      | Alan Jones       | Alan Jones       | Williams-Ford Cosworth | Resoconto |

### Risultati delle qualifiche
| Nº | Pilota                | ARG | BRA | RSA | USW | BEL | MON | FRA | GBR | GER | AUT | NED | ITA | CAN | USA |
| -- | --------------------- | --- | --- | --- | --- | --- | --- | --- | --- | --- | --- | --- | --- | --- | --- |
| 1  | Jody Scheckter        | 11  | 8   | 9   | 16  | 14  | 17  | 19  | 23  | 21  | 22  | 12  | 16  | NQ  | 23  |
| 2  | Gilles Villeneuve     | 8   | 3   | 10  | 10  | 12  | 6   | 17  | 19  | 16  | 15  | 7   | 8   | 22  | 18  |
| 3  | Jean-Pierre Jarier    | 18  | 22  | 13  | 12  | 9   | 9   | 16  | 11  | 23  | 13  | 17  | 12  | 15  | 22  |
| 4  | Derek Daly            | 22  | 24  | 16  | 14  | 11  | 12  | 20  | 10  | 22  | 10  | 23  | 22  | 20  | 21  |
| 5  | Nelson Piquet         | 4   | 9   | 3   | 1   | 7   | 4   | 8   | 5   | 6   | 7   | 5   | 5   | 1   | 2   |
| 6  | Ricardo Zunino        | 16  | 18  | 17  | 18  | 22  | NQ  | 22  |     |     |     |     |     |     |     |
| 6  | Héctor Rebaque        |     |     |     |     |     |     |     | 17  | 15  | 14  | 13  | 9   | 10  | 8   |
| 7  | John Watson           | 17  | 23  | 21  | 21  | 20  | NQ  | 13  | 12  | 20  | 21  | 9   | 14  | 7   | 9   |
| 8  | Alain Prost           | 12  | 13  | 22  |     | 19  | 10  | 7   | 7   | 14  | 12  | 18  | 24  | 12  | 13  |
| 8  | Stephen South         |     |     |     | NQ  |     |     |     |     |     |     |     |     |     |     |
| 9  | Marc Surer            | 21  | 20  | NQ  |     |     |     | 11  | 15  | 13  | 16  | 20  | 23  | NQ  | 17  |
| 9  | Jan Lammers           |     |     |     | 4   | 15  | 13  |     |     |     |     |     |     |     |     |
| 10 | Jan Lammers           | NQ  | NQ  | NQ  |     |     |     |     |     |     |     |     |     |     |     |
| 10 | Harald Ertl           |     |     |     |     |     |     |     |     | NQ  |     |     |     |     |     |
| 11 | Mario Andretti        | 6   | 11  | 15  | 15  | 17  | 19  | 12  | 9   | 9   | 17  | 10  | 10  | 18  | 11  |
| 12 | Elio De Angelis       | 5   | 7   | 14  | 20  | 8   | 14  | 14  | 14  | 11  | 9   | 11  | 18  | 17  | 4   |
| 14 | Clay Regazzoni        | 15  | 12  | 20  | 23  |     |     |     |     |     |     |     |     |     |     |
| 14 | Tiff Needell          |     |     |     |     | 23  | NQ  |     |     |     |     |     |     |     |     |
| 14 | Jan Lammers           |     |     |     |     |     |     | NQ  | NQ  | 24  | NQ  | NQ  | NQ  | 19  | 25  |
| 15 | Jean-Pierre Jabouille | 9   | 1   | 1   | 11  | 5   | 16  | 6   | 13  | 2   | 2   | 2   | 2   | 13  |     |
| 16 | René Arnoux           | 19  | 6   | 2   | 2   | 6   | 20  | 2   | 16  | 3   | 1   | 1   | 1   | 23  | 6   |
| 17 | Stefan Johansson      | NQ  | NQ  |     |     |     |     |     |     |     |     |     |     |     |     |
| 17 | Geoff Lees            |     |     | 24  | NQ  | NQ  | NQ  | NQ  |     |     |     |     |     |     |     |
| 18 | Dave Kennedy          | NQ  | NQ  | NQ  | NQ  | NQ  | NQ  | NQ  |     |     |     |     |     |     |     |
| 20 | Emerson Fittipaldi    | 24  | 19  | 18  | 24  | 24  | 18  | 24  | 22  | 12  | 23  | 21  | 15  | 16  | 19  |
| 21 | Keke Rosberg          | 13  | 15  | 23  | 22  | 21  | NQ  | 23  | NQ  | 8   | 11  | NQ  | 11  | 6   | 14  |
| 22 | Patrick Depailler     | 23  | 21  | 7   | 3   | 10  | 7   | 10  | 8   |     |     |     |     |     |     |
| 22 | Vittorio Brambilla    |     |     |     |     |     |     |     |     |     |     | 22  | 19  |     |     |
| 22 | Andrea De Cesaris     |     |     |     |     |     |     |     |     |     |     |     |     | 8   | 10  |
| 23 | Bruno Giacomelli      | 20  | 17  | 12  | 6   | 18  | 8   | 9   | 6   | 19  | 8   | 8   | 4   | 4   | 1   |
| 25 | Didier Pironi         | 3   | 2   | 5   | 9   | 2   | 1   | 3   | 1   | 7   | 6   | 15  | 13  | 3   | 7   |
| 26 | Jacques Laffite       | 2   | 5   | 4   | 13  | 3   | 5   | 1   | 2   | 5   | 5   | 6   | 20  | 9   | 12  |
| 27 | Alan Jones            | 1   | 10  | 8   | 5   | 1   | 3   | 4   | 3   | 1   | 3   | 4   | 6   | 2   | 5   |
| 28 | Carlos Reutemann      | 10  | 4   | 6   | 7   | 4   | 2   | 5   | 4   | 4   | 4   | 3   | 3   | 5   | 3   |
| 29 | Riccardo Patrese      | 7   | 14  | 11  | 8   | 16  | 11  | 18  | 21  | 10  | 18  | 14  | 7   | 11  | 20  |
| 30 | Jochen Mass           | 14  | 16  | 19  | 17  | 13  | 15  | 15  | 24  | 17  | NQ  |     |     | 21  | 24  |
| 30 | Mike Thackwell        |     |     |     |     |     |     |     |     |     |     | NQ  |     |     |     |
| 30 | Manfred Winkelhock    |     |     |     |     |     |     |     |     |     |     |     | NQ  |     |     |
| 31 | Eddie Cheever         | NQ  | NQ  | 22  | 19  | NQ  | NQ  | 21  | 20  | 18  | 19  | 19  | 17  | 14  | 16  |
| 41 | Geoff Lees            |     |     |     |     |     |     |     |     |     |     | 24  | NQ  |     |     |
| 43 | Desiré Wilson         |     |     |     |     |     |     |     | NQ  |     |     |     |     |     |     |
| 43 | Nigel Mansell         |     |     |     |     |     |     |     |     |     | NQ  | 24  | 16  |     |     |
| 43 | Mike Thackwell        |     |     |     |     |     |     |     |     |     |     |     |     | 24  | NQ  |
| 50 | Rupert Keegan         |     |     |     |     |     |     |     | 18  | NQ  | 20  | NQ  | 21  | NQ  | 15  |
| 51 | Kevin Cogan           |     |     |     |     |     |     |     |     |     |     |     |     | NQ  |     |
| 51 | Geoff Lees            |     |     |     |     |     |     |     |     |     |     |     |     |     | NQ  |
| Nº | Pilota                | ARG | BRA | RSA | USW | BEL | MON | FRA | GBR | GER | AUT | NED | ITA | CAN | USA |

## Classifiche

### Classifica Piloti
I punti erano attribuiti con il seguente metodo: 9 al primo classificato, 6 al secondo, 4 al terzo, 3 al quarto, 2 al quinto e 1 al sesto. Per l'assegnazione del Campionato erano validi i 5 migliori risultati dei primi 8 gran premi, e 5 degli ultimi 7. Successivamente, con la mancanza di validità del Gran Premio di Spagna e la cancellazione del gran premio di Las Vegas, i due "gironi" di gare in cui era diviso il mondiale vennero ridotti a sette gran premi ciascuno. Tra parentesi sono indicati i punti totali conquistati dal pilota, fuori dalle parentesi quelli validi per il Campionato.
| Pos. | Pilota                |     |     |     |     |     |     |     |     |     |     |     |     |     |     | Punti   |
| ---- | --------------------- | --- | --- | --- | --- | --- | --- | --- | --- | --- | --- | --- | --- | --- | --- | ------- |
| 1    | Alan Jones            | 1   | 3   | Rit | Rit | 2   | Rit | 1   | 1   | 3   | 2   | 11  | 2   | 1   | 1   | 67 (71) |
| 2    | Nelson Piquet         | 2   | Rit | 4   | 1   | Rit | 3   | 4   | 2   | 4   | 5   | 1   | 1   | Rit | Rit | 54      |
| 3    | Carlos Reutemann      | Rit | Rit | 5   | Rit | 3   | 1   | 6   | 3   | 2   | 3   | 4   | 3   | 2   | 2   | 42 (49) |
| 4    | Jacques Laffite       | Rit | Rit | 2   | Rit | 11  | 2   | 3   | Rit | 1   | 4   | 3   | 9   | 8*  | 5   | 34      |
| 5    | Didier Pironi         | Rit | 4   | 3   | 6   | 1   | Rit | 2   | Rit | Rit | Rit | Rit | 6   | 3   | 3   | 32      |
| 6    | René Arnoux           | Rit | 1   | 1   | 9   | 4   | Rit | 5   | NC  | Rit | 9   | 2   | 10  | Rit | 7   | 29      |
| 7    | Elio De Angelis       | Rit | 2   | Rit | Rit | 10* | 9*  | Rit | Rit | 16  | 6   | Rit | 4   | 10  | 4   | 13      |
| 8    | Jean-Pierre Jabouille | Rit | Rit | Rit | 10  | Rit | Rit | Rit | Rit | Rit | 1   | Rit | Rit | Rit | INF | 9       |
| 9    | Riccardo Patrese      | Rit | 6   | Rit | 2   | Rit | 8   | 9   | 9   | 9   | 14  | Rit | Rit | Rit | Rit | 7       |
| 10   | Keke Rosberg          | 3   | 9   | Rit | Rit | 7   | NQ  | Rit | NQ  | Rit | 16  | NQ  | 5   | 9   | 10  | 6       |
| 11   | John Watson           | Rit | 11  | 11  | 4   | NC  | NQ  | 7   | 8   | Rit | Rit | Rit | Rit | 4   | NC  | 6       |
| 12   | Derek Daly            | 4   | 14  | Rit | 8   | 9   | Rit | 11  | 4   | 10  | Rit | Rit | Rit | Rit | Rit | 6       |
| 13   | Jean-Pierre Jarier    | Rit | 12  | 7   | Rit | 5   | Rit | Rit | 5   | 15  | Rit | 5   | 13* | 7   | NC  | 6       |
| 14   | Gilles Villeneuve     | Rit | 16* | Rit | Rit | 6   | 5   | 8   | Rit | 6   | 8   | 7   | Rit | 5   | Rit | 6       |
| 15   | Emerson Fittipaldi    | NC  | 15  | 8   | 3   | Rit | 6   | 13* | 12  | Rit | 11  | Rit | Rit | Rit | Rit | 5       |
| 16   | Alain Prost           | 6   | 5   | NP  |     | Rit | Rit | Rit | 6   | 11  | 7   | 6   | 7   | Rit | NP  | 5       |
| 17   | Jochen Mass           | Rit | 10  | 6   | 7   | Rit | 4   | 10  | 13  | 8   | NQ  | SP  |     | 11  | Rit | 4       |
| 18   | Bruno Giacomelli      | 5   | 13  | Rit | Rit | Rit | Rit | Rit | Rit | 5   | Rit | Rit | Rit | Rit | Rit | 4       |
| 19   | Jody Scheckter        | Rit | Rit | Rit | 5   | 8   | Rit | 12  | 10  | 13  | 13  | 9   | 8   | NQ  | 11  | 2       |
| 20   | Mario Andretti        | Rit | Rit | 12  | Rit | Rit | 7   | Rit | Rit | 7   | Rit | 8*  | Rit | Rit | 6   | 1       |
| 21   | Héctor Rebaque        |     |     |     |     |     |     |     | 7   | Rit | 10  | Rit | Rit | 6   | Rit | 1       |
| -    | Marc Surer            | Rit | 7   | NQ  | INF |     |     | Rit | Rit | 12  | 12  | 10  | Rit | NQ  | 8   | 0       |
| -    | Ricardo Zunino        | 7   | 8   | 10  | Rit | Rit | NQ  | Rit |     |     |     |     |     |     |     | 0       |
| -    | Rupert Keegan         |     |     |     |     |     |     |     | 11  | NQ  | 15  | NQ  | 11  | NQ  | 9   | 0       |
| -    | Clay Regazzoni        | NC  | Rit | 9   | Rit |     |     |     |     |     |     |     |     |     |     | 0       |
| -    | Jan Lammers           | NQ  | NQ  | NQ  | Rit | 12* | NC  | NQ  | NQ  | 14  | NQ  | NQ  | NQ  | 12  | Rit | 0       |
| -    | Eddie Cheever         | NQ  | NQ  | Rit | Rit | NQ  | Rit | Rit | Rit | Rit | Rit | Rit | 12  | Rit | Rit | 0       |
| -    | Geoff Lees            |     |     | 13* | NQ  | NQ  | NQ  | NQ  |     |     |     | Rit | NQ  |     | NQ  | 0       |
| -    | Patrick Depailler     | Rit | Rit | NC  | Rit | Rit | Rit | Rit | Rit |     |     |     |     |     |     | 0       |
| -    | Nigel Mansell         |     |     |     |     |     |     |     |     |     | Rit | Rit | NQ  |     |     | 0       |
| -    | Vittorio Brambilla    |     |     |     |     |     |     |     |     |     |     | Rit | Rit |     |     | 0       |
| -    | Andrea De Cesaris     |     |     |     |     |     |     |     |     |     |     |     |     | Rit | Rit | 0       |
| -    | Mike Thackwell        |     |     |     |     |     |     |     |     |     |     | NQ  |     | Rit | NQ  | 0       |
| -    | Tiff Needell          |     |     |     |     | Rit | NQ  |     |     |     |     |     |     |     |     | 0       |
| -    | Dave Kennedy          | NQ  | NQ  | NQ  | NQ  | NQ  | NQ  | NQ  |     |     |     |     |     |     |     | 0       |
| -    | Stefan Johansson      | NQ  | NQ  |     |     |     |     |     |     |     |     |     |     |     |     | 0       |
| -    | Stephen South         |     |     |     | NQ  |     |     |     |     |     |     |     |     |     |     | 0       |
| -    | Desiré Wilson         |     |     |     |     |     |     |     | NQ  |     |     |     |     |     |     | 0       |
| -    | Harald Ertl           |     |     |     |     |     |     |     |     | NQ  |     |     |     |     |     | 0       |
| -    | Kevin Cogan           |     |     |     |     |     |     |     |     |     |     |     |     | NQ  |     | 0       |
| -    | Rick Mears            |     |     |     | ES  |     |     |     |     |     |     |     |     |     |     | 0       |
| -    | Arturo Merzario       |     |     |     |     | WD  |     |     |     |     |     |     |     |     |     | 0       |
| Pos. | Pilota                |     |     |     |     |     |     |     |     |     |     |     |     |     |     | Punti   |

| Legenda | 1º posto     | 2º posto | 3º posto    | A punti         | Senza punti/Non class.  | Grassetto – Pole position Corsivo – Giro più veloce |
| Legenda | Squalificato | Ritirato | Non partito | Non qualificato | Solo prove/Terzo pilota | Grassetto – Pole position Corsivo – Giro più veloce |

* Indica quei piloti che non hanno terminato la gara ma sono ugualmente classificati avendo coperto, come previsto dal regolamento, almeno il 90% della distanza totale.

### Classifica Costruttori
Vengono sommati i punti delle prime due vetture al traguardo, per ciascun costruttore. Non vi sono scarti.
| Pos. | Costruttore              | Pilota        | ARG | BRA | RSA | USW | BEL | MON | FRA | GBR | GER | AUT | NED | ITA | CAN | USA | Punti |
| ---- | ------------------------ | ------------- | --- | --- | --- | --- | --- | --- | --- | --- | --- | --- | --- | --- | --- | --- | ----- |
| 1    | Williams-Ford Cosworth   | Jones         | 1   | 3   | Rit | Rit | 2   | Rit | 1   | 1   | 3   | 2   | 11  | 2   | 1   | 1   | 120   |
| 1    | Williams-Ford Cosworth   | Reutemann     | Rit | Rit | 5   | Rit | 3   | 1   | 6   | 3   | 2   | 3   | 4   | 3   | 2   | 2   | 120   |
| 1    | Williams-Ford Cosworth   | D. Wilson     |     |     |     |     |     |     |     | NQ  |     |     |     |     |     |     | 120   |
| 1    | Williams-Ford Cosworth   | Keegan        |     |     |     |     |     |     |     | 11  | NQ  | 15  | NQ  | 11  | NQ  | 9   | 120   |
| 1    | Williams-Ford Cosworth   | Cogan         |     |     |     |     |     |     |     |     |     |     |     |     | NQ  |     | 120   |
| 1    | Williams-Ford Cosworth   | Lees          |     |     |     |     |     |     |     |     |     |     |     |     |     | NQ  | 120   |
| 2    | Ligier-Ford Cosworth     | Pironi        | Rit | 4   | 3   | 6   | 1   | Rit | 2   | Rit | Rit | Rit | Rit | 6   | 3   | 3   | 66    |
| 2    | Ligier-Ford Cosworth     | Laffite       | Rit | Rit | 2   | Rit | 11  | 2   | 3   | Rit | 1   | 4   | 3   | 9   | 8*  | 5   | 66    |
| 3    | Brabham-Ford Cosworth    | Piquet        | 2   | Rit | 4   | 1   | Rit | 3   | 4   | 2   | 4   | 5   | 1   | 1   | Rit | Rit | 55    |
| 3    | Brabham-Ford Cosworth    | Zunino        | 7   | 8   | 10  | Rit | Rit | NQ  | Rit |     |     |     |     |     |     |     | 55    |
| 3    | Brabham-Ford Cosworth    | Mears         |     |     |     | ES  |     |     |     |     |     |     |     |     |     |     | 55    |
| 3    | Brabham-Ford Cosworth    | Rebaque       |     |     |     |     |     |     |     | 7   | Rit | 10  | Rit | Rit | 6   | Rit | 55    |
| 4    | Renault                  | Jabouille     | Rit | Rit | Rit | 10  | Rit | Rit | Rit | Rit | Rit | 1   | Rit | Rit | Rit | INF | 38    |
| 4    | Renault                  | Arnoux        | Rit | 1   | 1   | 9   | 4   | Rit | 5   | NC  | Rit | 9   | 2   | 10  | Rit | 7   | 38    |
| 5    | Lotus-Ford Cosworth      | Andretti      | Rit | Rit | 12  | Rit | Rit | 7   | Rit | Rit | 7   | Rit | 8*  | Rit | Rit | 6   | 14    |
| 5    | Lotus-Ford Cosworth      | De Angelis    | Rit | 2   | Rit | Rit | 10* | 9*  | Rit | Rit | 16  | 6   | Rit | 4   | 10  | 4   | 14    |
| 5    | Lotus-Ford Cosworth      | Mansell       |     |     |     |     |     |     |     |     |     | Rit | Rit | NQ  |     |     | 14    |
| 6    | Tyrrell-Ford Cosworth    | Jarier        | Rit | 12  | 7   | Rit | 5   | Rit | 14  | 5   | 15  | Rit | 5   | 13* | 7   | NC  | 12    |
| 6    | Tyrrell-Ford Cosworth    | Daly          | 4   | 14  | Rit | 8   | 9   | Rit | 11  | 4   | 10  | Rit | Rit | Rit | Rit | Rit | 12    |
| 6    | Tyrrell-Ford Cosworth    | Thackwell     |     |     |     |     |     |     |     |     |     |     |     |     | Rit | NQ  | 12    |
| 7    | Arrows-Ford Cosworth     | Patrese       | Rit | 6   | Rit | 2   | Rit | 8   | 9   | 9   | 9   | 14  | Rit | Rit | Rit | Rit | 11    |
| 7    | Arrows-Ford Cosworth     | Mass          | Rit | 10  | 6   | 7   | Rit | 4   | 10  | 13  | 8   | NQ  | SP  |     | 11  | Rit | 11    |
| 7    | Arrows-Ford Cosworth     | Thackwell     |     |     |     |     |     |     |     |     |     |     | NQ  |     |     |     | 11    |
| 7    | Arrows-Ford Cosworth     | Winkelhock    |     |     |     |     |     |     |     |     |     |     |     | NQ  |     |     | 11    |
| 8    | Fittipaldi-Ford Cosworth | E. Fittipaldi | NC  | 15  | 8   | 3   | Rit | 6   | 13* | 12  | Rit | 11  | Rit | Rit | Rit | Rit | 11    |
| 8    | Fittipaldi-Ford Cosworth | Rosberg       | 3   | 9   | Rit | Rit | 7   | NQ  | Rit | NQ  | Rit | 16  | NQ  | 5   | 9   | 10  | 11    |
| 9    | McLaren-Ford Cosworth    | Watson        | Rit | 11  | 11  | 4   | NC  | NQ  | 7   | 8   | Rit | Rit | Rit | Rit | 4   | NC  | 11    |
| 9    | McLaren-Ford Cosworth    | Prost         | 6   | 5   | NP  |     | Rit | Rit | Rit | 6   | 11  | 7   | 6   | 7   | Rit | NP  | 11    |
| 9    | McLaren-Ford Cosworth    | South         |     |     |     | NQ  |     |     |     |     |     |     |     |     |     |     | 11    |
| 10   | Ferrari                  | Scheckter     | Rit | Rit | Rit | 5   | 8   | Rit | 12  | 10  | 13  | 13  | 9   | 8   | NQ  | 11  | 8     |
| 10   | Ferrari                  | Villeneuve    | Rit | 16* | Rit | Rit | 6   | 5   | 8   | Rit | 6   | 8   | 7   | Rit | 5   | Rit | 8     |
| 11   | Alfa Romeo               | Depailler     | Rit | Rit | NC  | Rit | Rit | Rit | Rit | Rit |     |     |     |     |     |     | 4     |
| 11   | Alfa Romeo               | Brambilla     |     |     |     |     |     |     |     |     |     |     | Rit | Rit |     |     | 4     |
| 11   | Alfa Romeo               | De Cesaris    |     |     |     |     |     |     |     |     |     |     |     |     | Rit | Rit | 4     |
| 11   | Alfa Romeo               | Giacomelli    | 5   | 13  | Rit | Rit | Rit | Rit | Rit | Rit | 5   | Rit | Rit | Rit | Rit | Rit | 4     |
| —    | ATS-Ford Cosworth        | Surer         | Rit | 7   | NQ  | INF |     |     | Rit | Rit | 12  | 12  | 10  | Rit | NQ  | 8   | 0     |
| —    | ATS-Ford Cosworth        | Lammers       | NQ  | NQ  | NQ  | Rit | 12* | NC  |     |     |     |     |     |     |     |     | 0     |
| —    | ATS-Ford Cosworth        | Ertl          |     |     |     |     |     |     |     |     | NQ  |     |     |     |     |     | 0     |
| —    | Ensign-Ford Cosworth     | Regazzoni     | NC  | Rit | 9   | Rit |     |     |     |     |     |     |     |     |     |     | 0     |
| —    | Ensign-Ford Cosworth     | Needell       |     |     |     |     | 12  | NC  |     |     |     |     |     |     |     |     | 0     |
| —    | Ensign-Ford Cosworth     | Lammers       |     |     |     |     |     |     | Rit | Rit | 12  | 12  | 10  | Rit | NQ  | 8   | 0     |
| —    | Ensign-Ford Cosworth     | Lees          |     |     |     |     |     |     |     |     |     |     | Rit | NQ  |     |     | 0     |
| —    | Osella-Ford Cosworth     | Cheever       | NQ  | NQ  | Rit | Rit | NQ  | NQ  | Rit | Rit | Rit | Rit | Rit | 12  | Rit | Rit | 0     |
| —    | Shadow-Ford Cosworth     | Johansson     | NQ  | NQ  |     |     |     |     |     |     |     |     |     |     |     |     | 0     |
| —    | Shadow-Ford Cosworth     | Lees          |     |     | 13* | NQ  | NQ  | NQ  | NQ  |     |     |     |     |     |     |     | 0     |
| —    | Shadow-Ford Cosworth     | Kennedy       | NQ  | NQ  | NQ  | NQ  | NQ  | NQ  | NQ  |     |     |     |     |     |     |     | 0     |
| —    | Merzario-Ford Cosworth   | Merzario      |     |     |     |     | WD  |     |     |     |     |     |     |     |     |     | 0     |
| Pos. | Costruttore              | Pilota        | ARG | BRA | RSA | USW | BEL | MON | FRA | GBR | GER | AUT | NED | ITA | CAN | USA | Punti |

* Indica quei piloti che non hanno terminato la gara ma sono ugualmente classificati avendo coperto, come previsto dal regolamento, almeno il 90% della distanza totale.

## Gare non valide per il Mondiale
In stagione non erano previste gare che non fossero parte del calendario iridato. Vi fu poi però la mancata sanzione di validità del Gran Premio di Spagna, come già accennato.
| Gara | Gran Premio           | Data      | Circuito | Pole Position   | Giro veloce | Vincitore  | Costruttore            | Resoconto |
| ---- | --------------------- | --------- | -------- | --------------- | ----------- | ---------- | ---------------------- | --------- |
| 1    | Gran Premio di Spagna | 1º giugno | Jarama   | Jacques Laffite | Alan Jones  | Alan Jones | Williams-Ford Cosworth | Resoconto |

Nella stagione venne disputata anche la terza edizione della Formula Aurora in cui venivano schierate anche vetture di Formula 1. La Formula 1 australiana, che era la categoria di vetture con cui veniva attribuito l'Australian Drivers' Championship, massimo campionato per vetture a ruote scoperte in Australia, consentì in questa stagione anche l'utilizzo di vetture di Formula 1, accanto a quelle della Formula 5000 e della Formula Pacific. L'utilizzo di vetture di F1 avvenne solo nella seconda gara del campionato (con Guy Edwards su Fittipaldi F5, che giunse secondo) e nell'ultima prova, il Gran Premio d'Australia, con la presenza del neocampione del mondo Alan Jones su Williams FW07B e quella di Bruno Giacomelli su Alfa Romeo 179. Jones vinse la prova davanti a Giacomelli.